# Zrcadlo Úranie

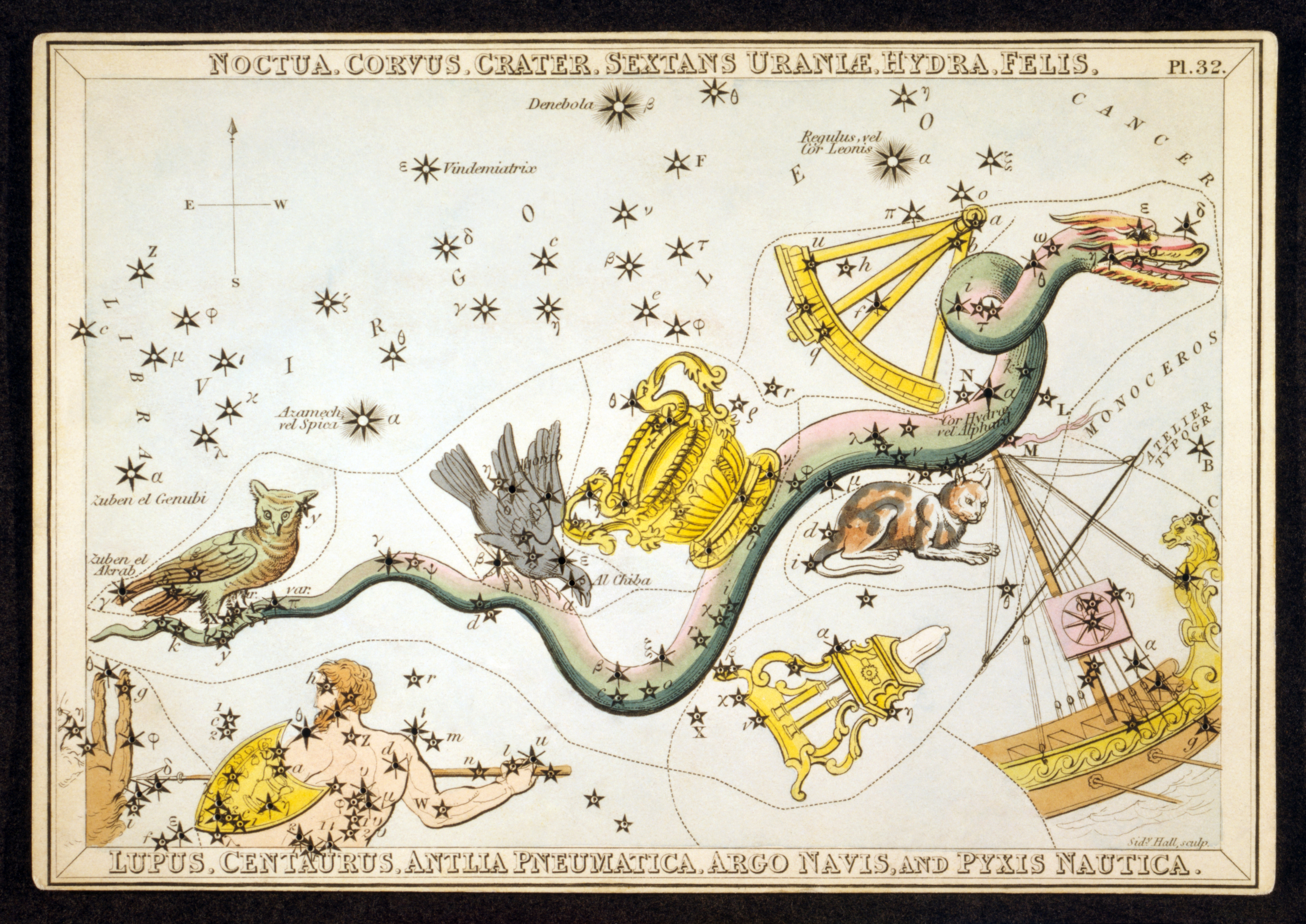
Karta 32 zobrazuje dvanáct souhvězdí: devět moderních (Havran, Pohár, Sextant [zde Úraniin sextant], Hydra, Vlk, Kentaur, Vývěva [zde Pneumatická vývěva, ' a Kompas [zde Námořní kompas, Pyxis Nautica]), dnes již rozdělenou Loď Argo a bývalá souhvězdí Noctua a Felis.

Zrcadlo Úranie, neboli Pohled na nebe je sada 32 karet s hvězdnými mapami, poprvé publikovaných v listopadu 1824. Kresby byly založené na Nebeském Atlase Alexandra Jamiesona, ale do míst, kde se nacházely hvězdy, byly udělány dírky, což umožnilo vidět zářící hvězdy, když byly karty drženy proti zdroji světla. Vyryl je Sidney Hall a myslelo se, že byly navrženy "neznámou ženou". Poté bylo ale dílo přisouzeno reverendu Richardu Rouse Bloxamovi, asistentu ředitele v jedné škole.

## Popis

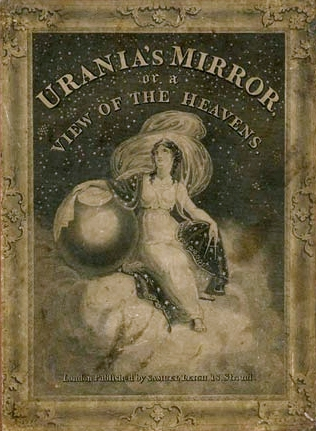
Víčko krabičky s kartami, znázorňující múzu hvězdářství, Úranii

## Záhadný návrhář a jeho odhalení

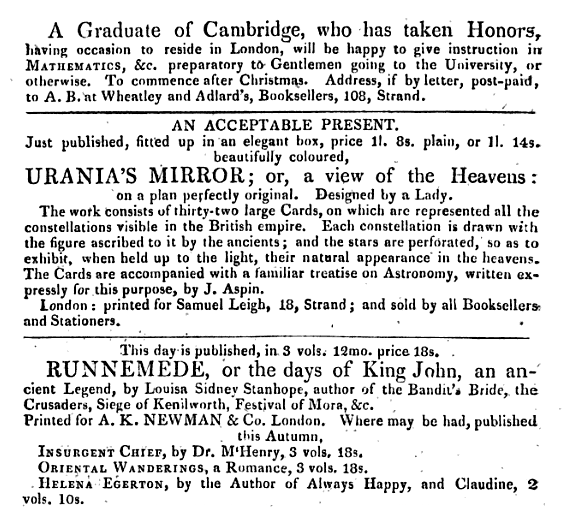
Reklama na Zrcadlo Úranie z prosince 1824 říkající, že bude "přijatelným" vánočním darem

## Kopírování zNebeského atlasu

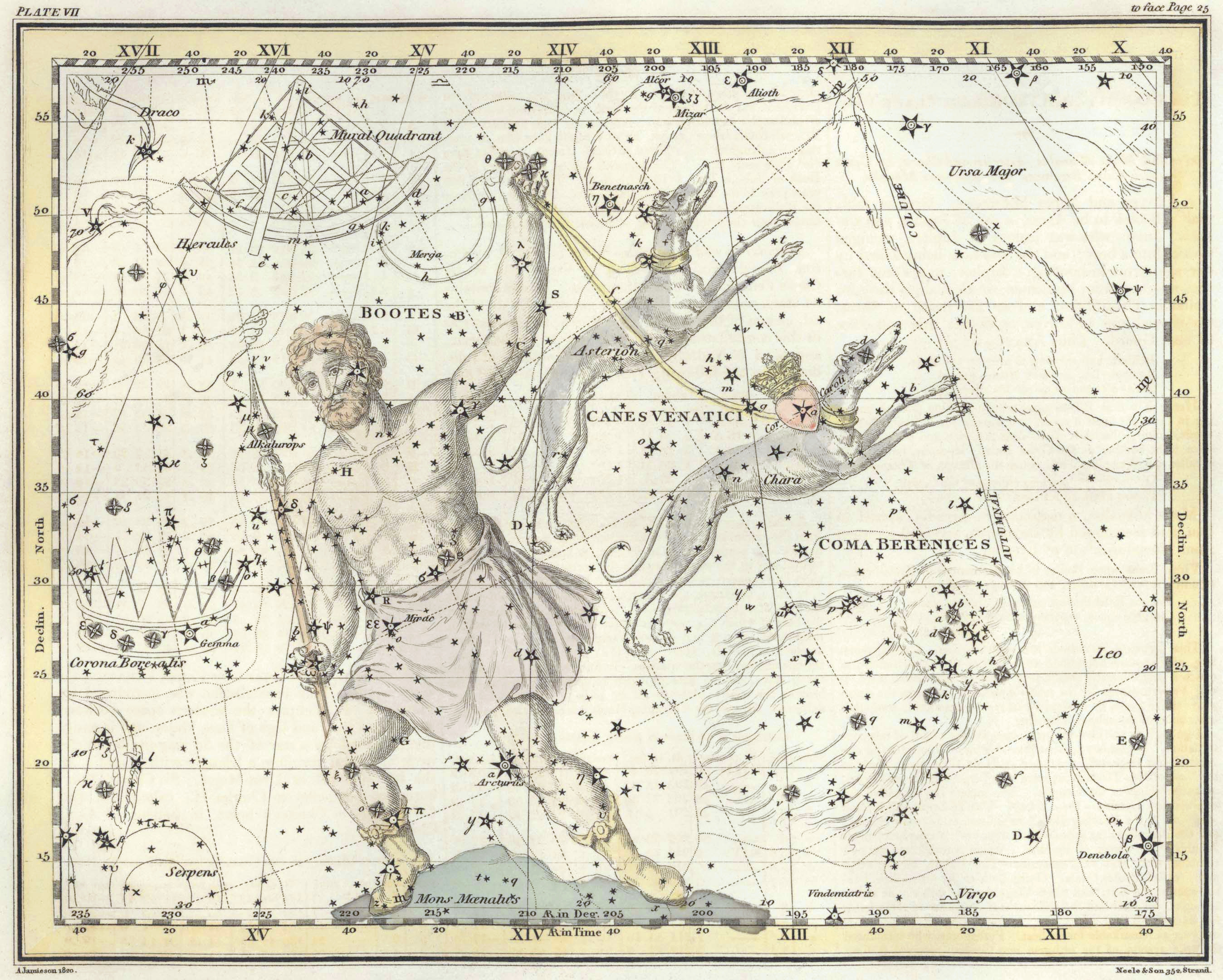
Nebeský atlas, deska 7
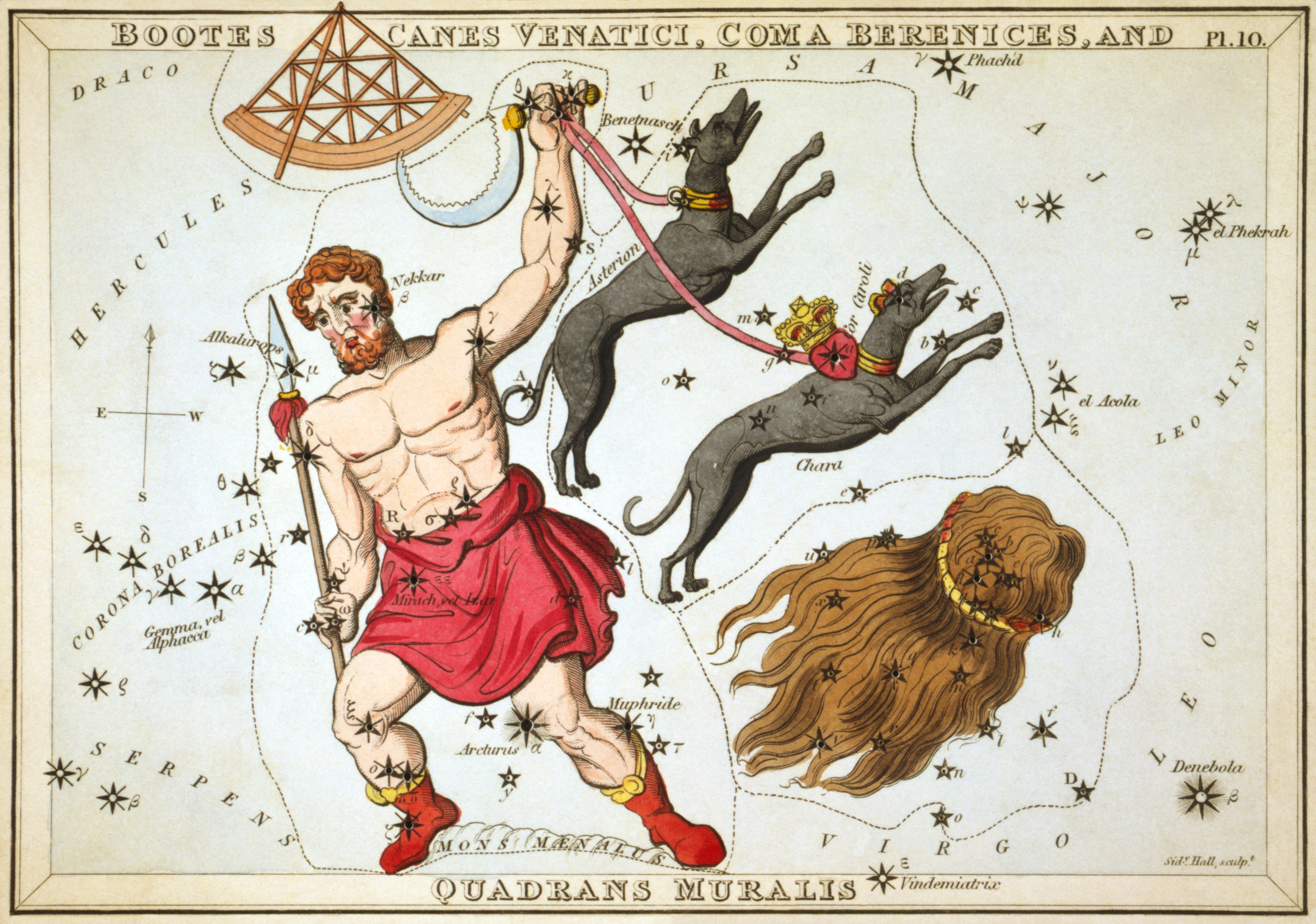
Zrcadlo Úranie, deska 10

## Galerie

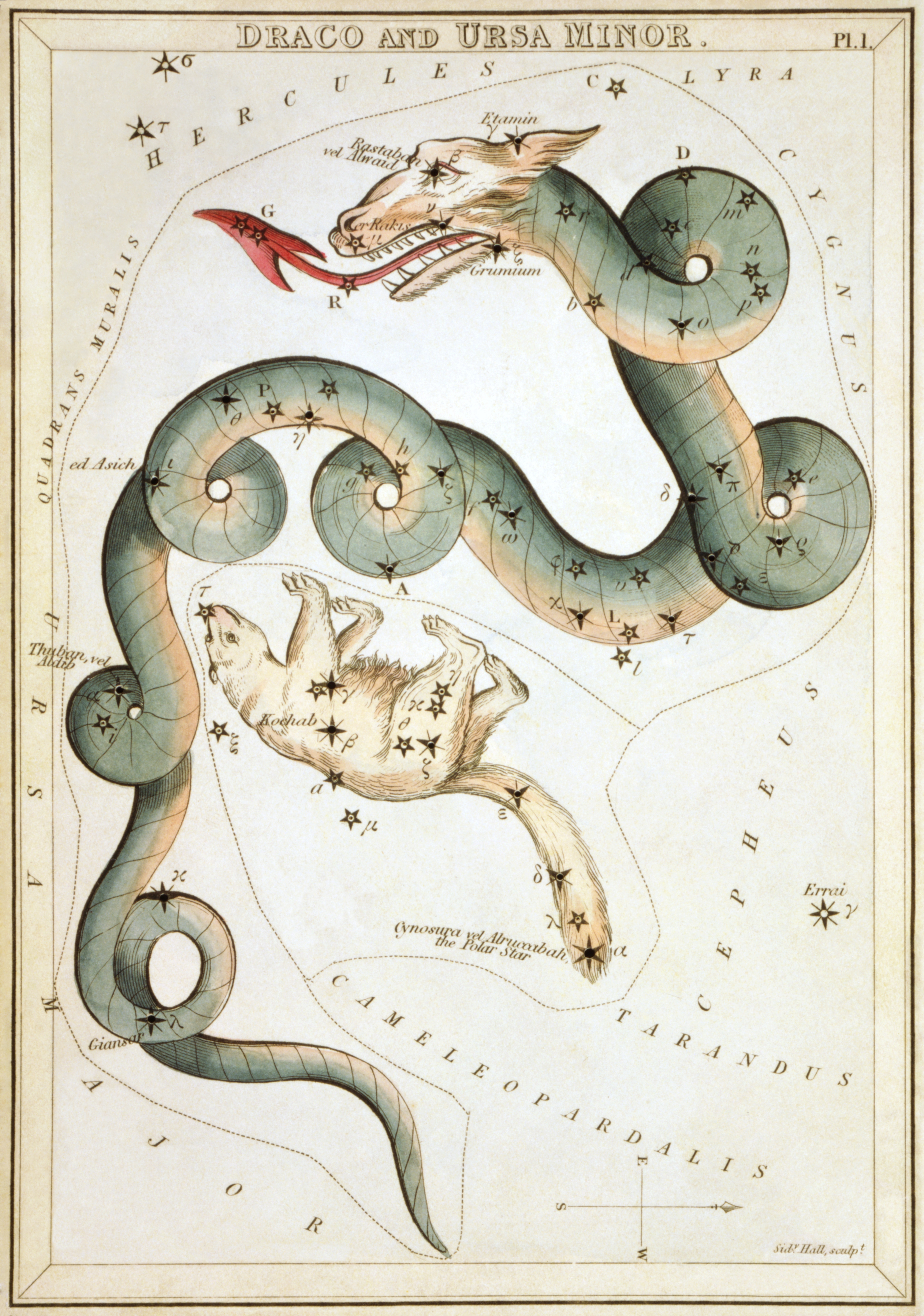
Deska 1: Drak a Malý medvěd
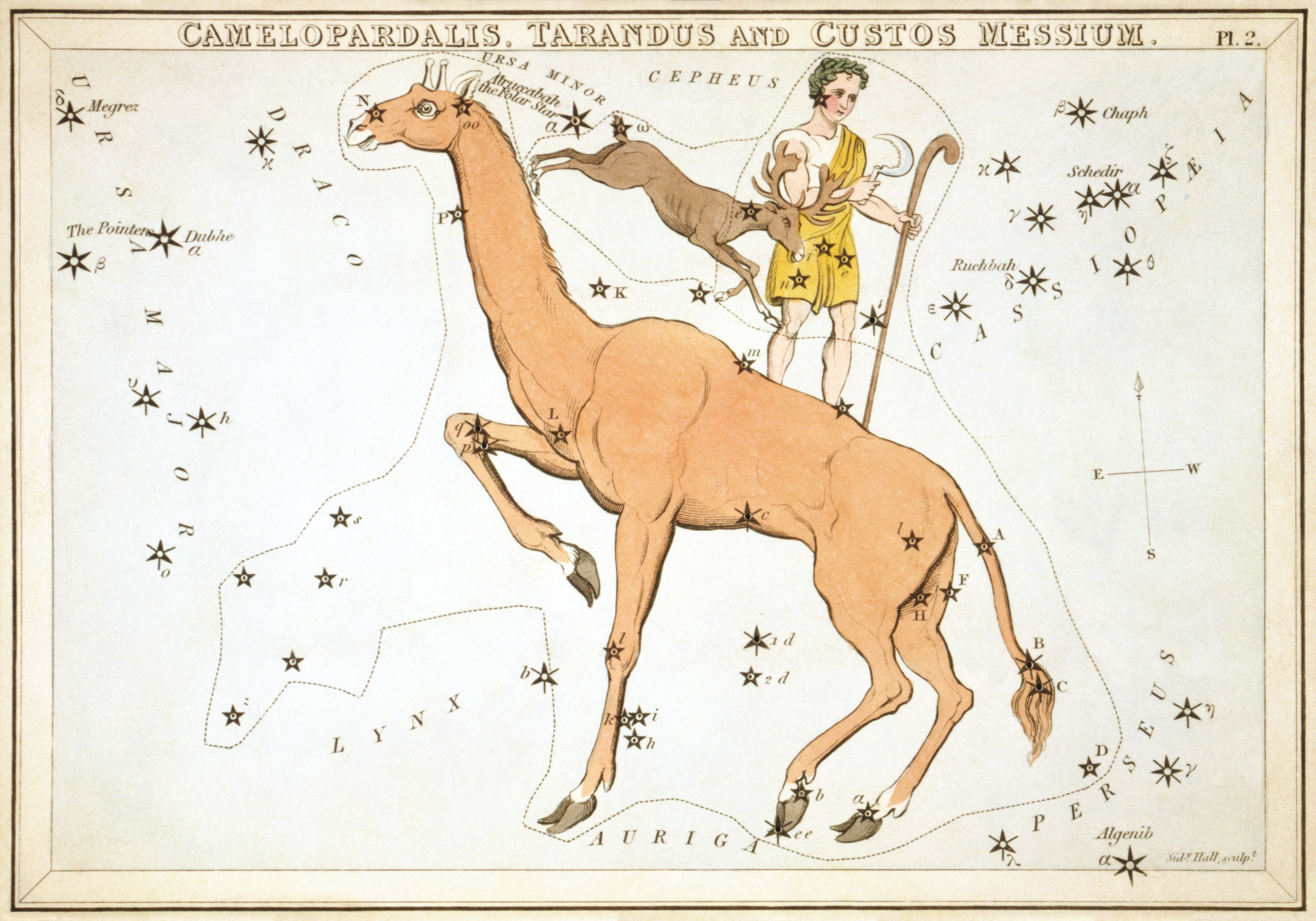
Deska 2: Žirafa, Tarandus a Custos Messium
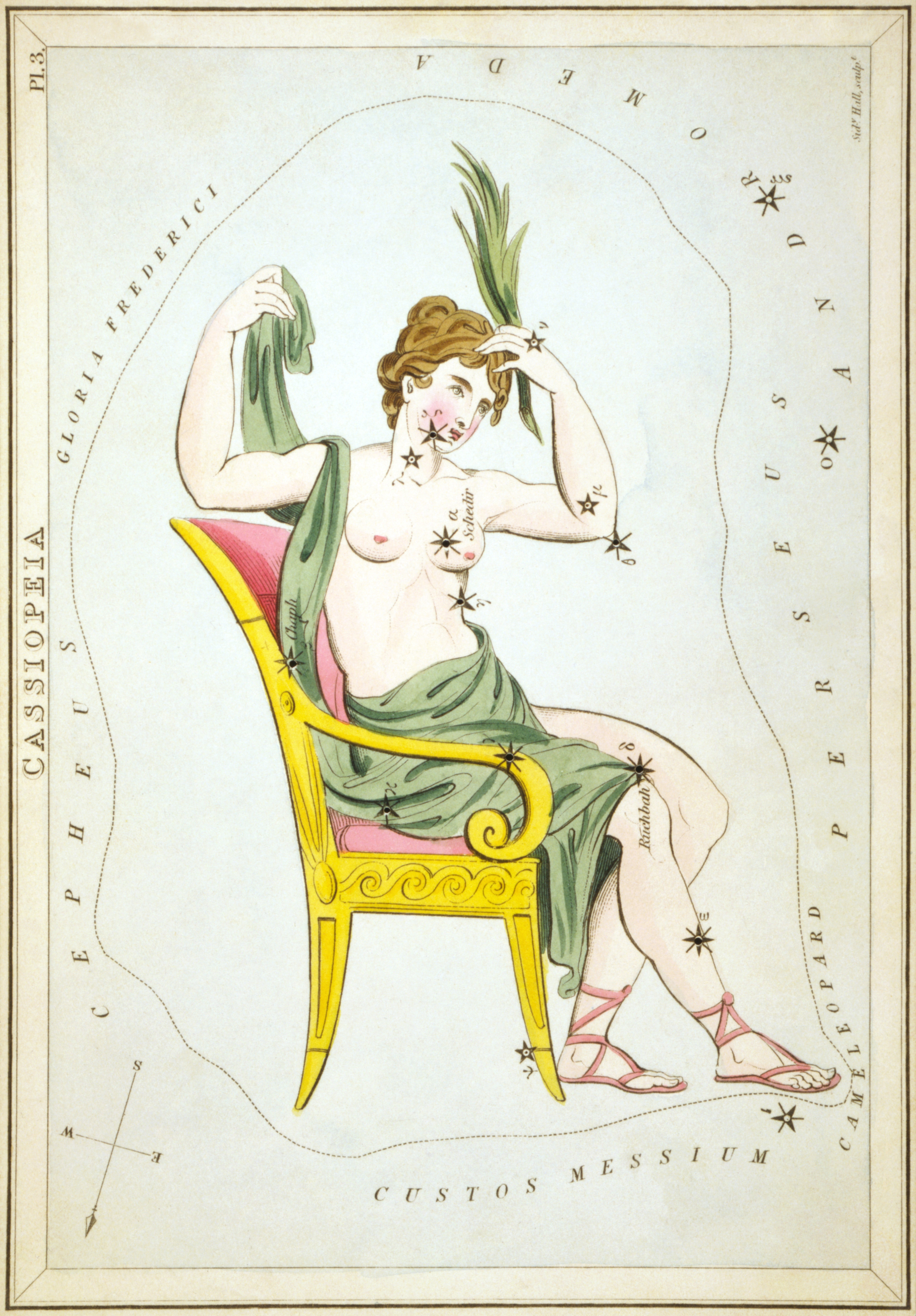
Deska 3: Kasiopeja
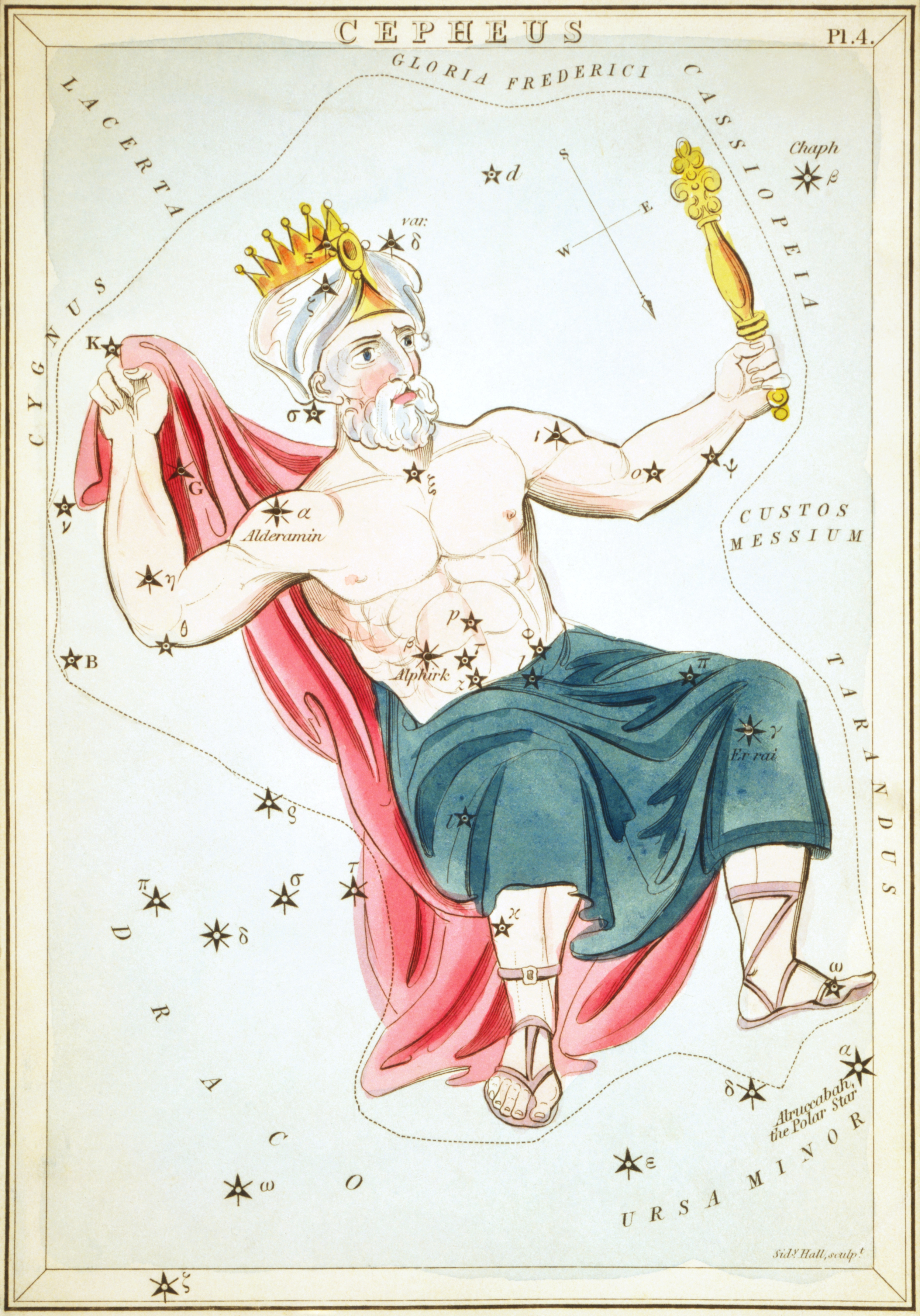
Deska 4: Cefeus
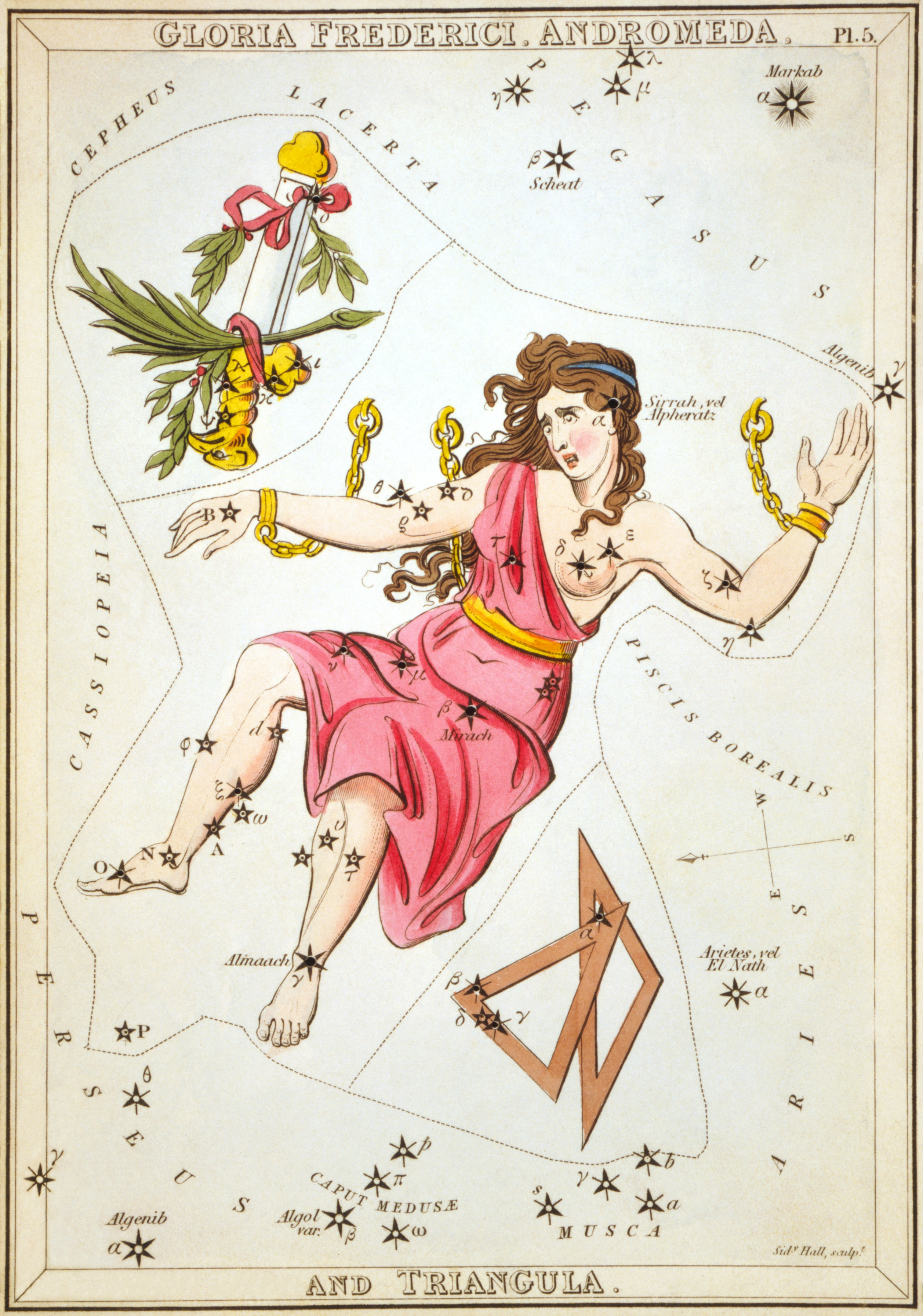
Deska 5: Gloria Frederici , Andromeda a Trojúhelník
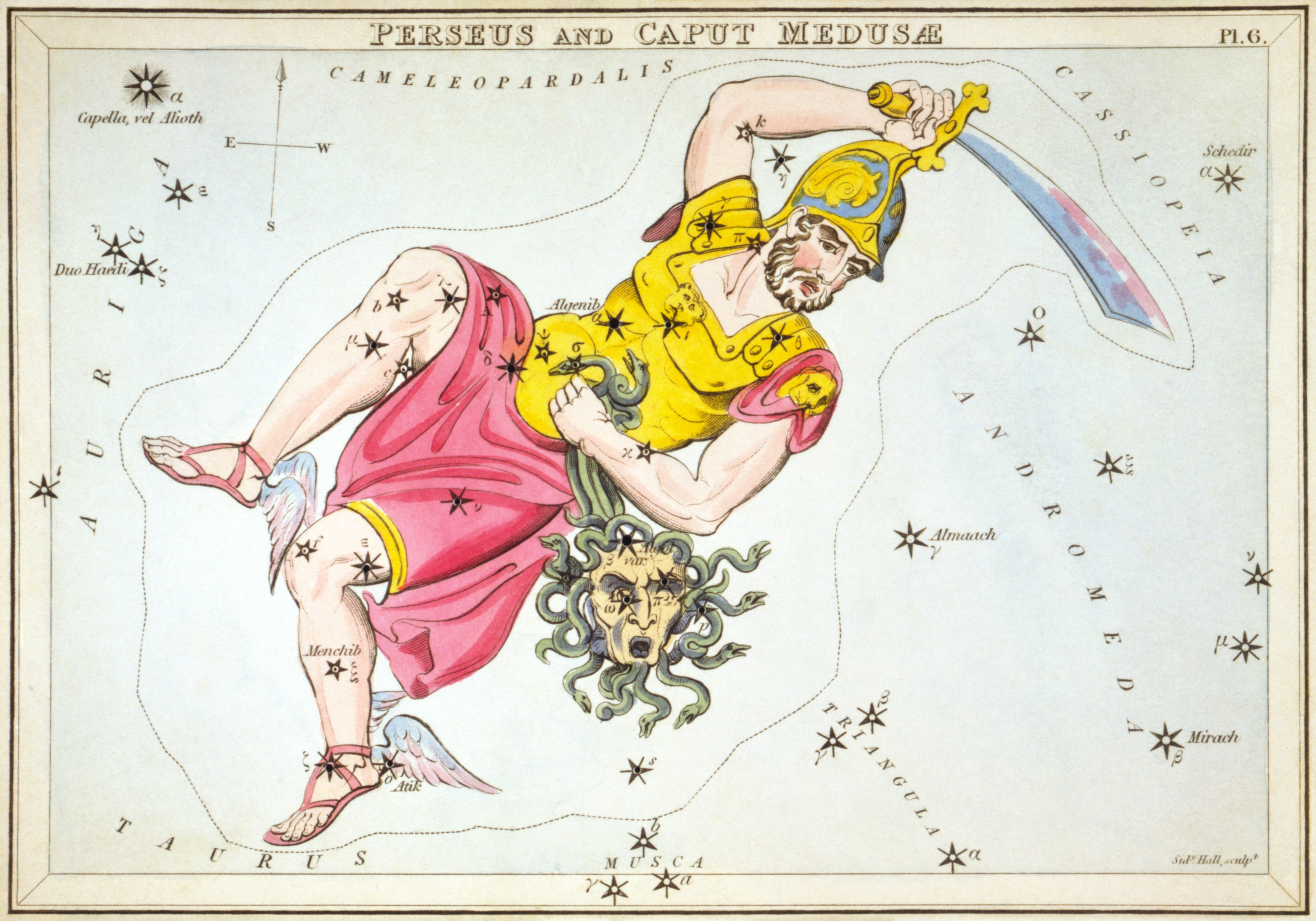
Deska 6: Perseus a Caput Medusæ
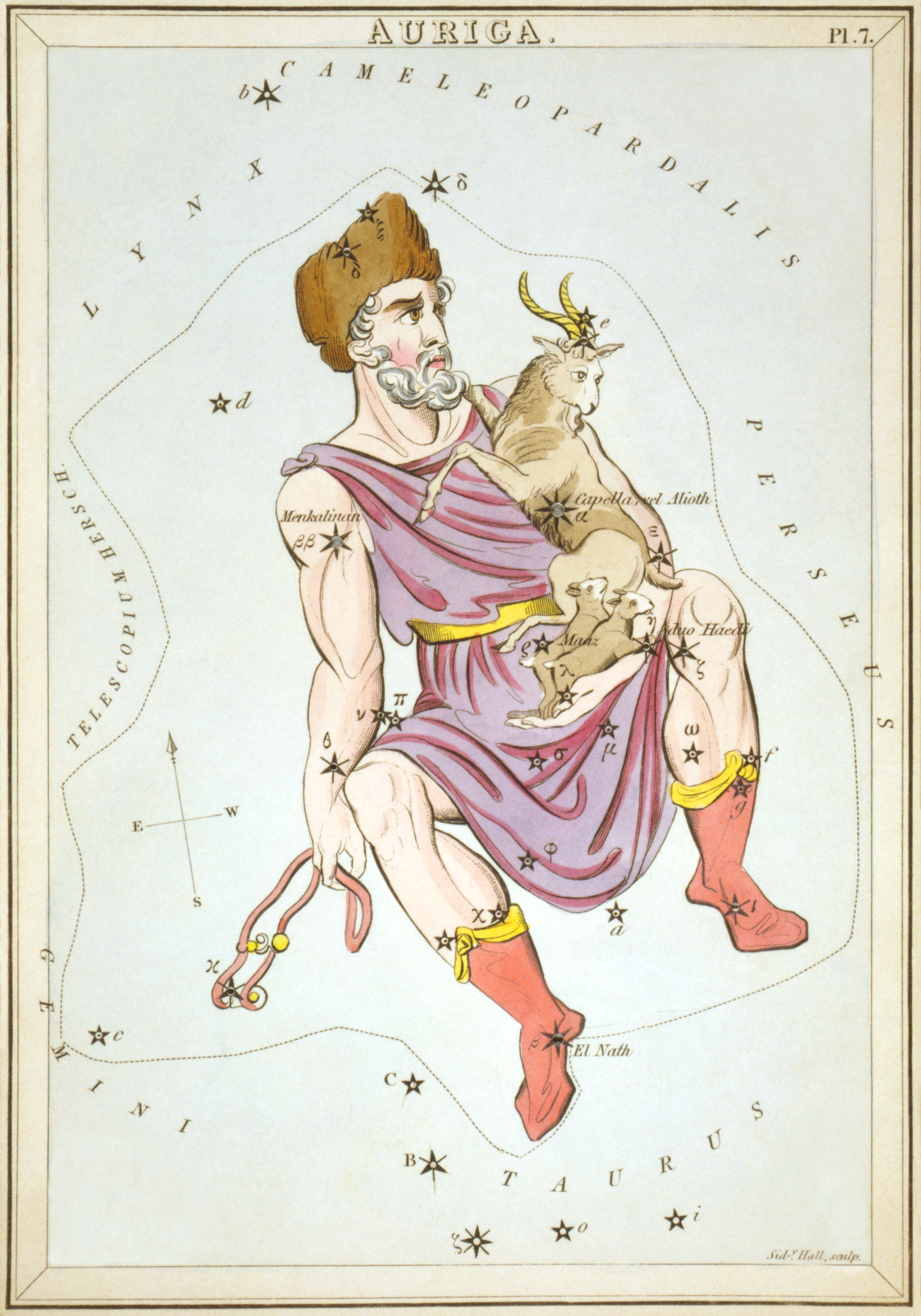
Deska 7: Vozka
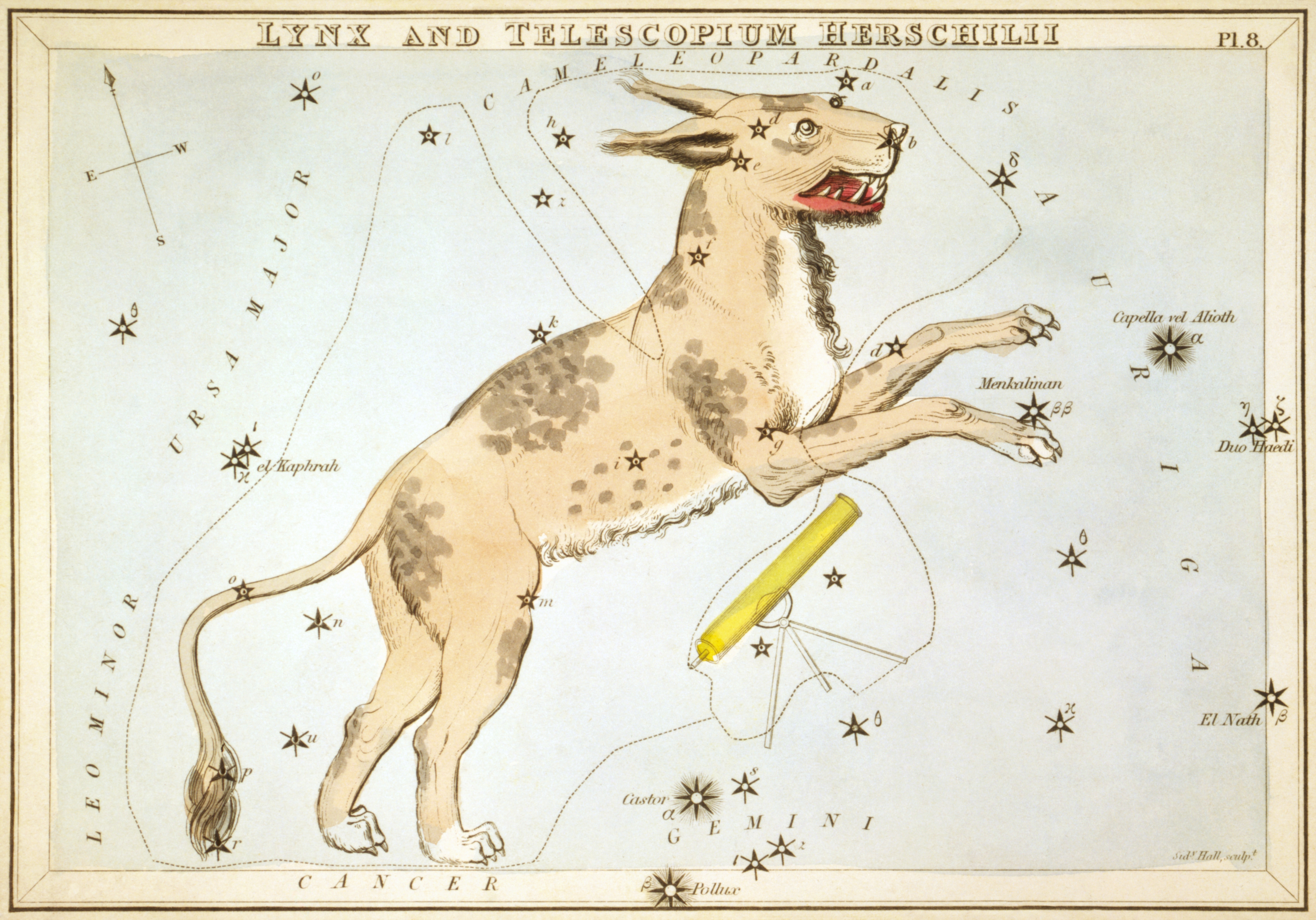
Deska 8: Rys a Telescopium Herschilii
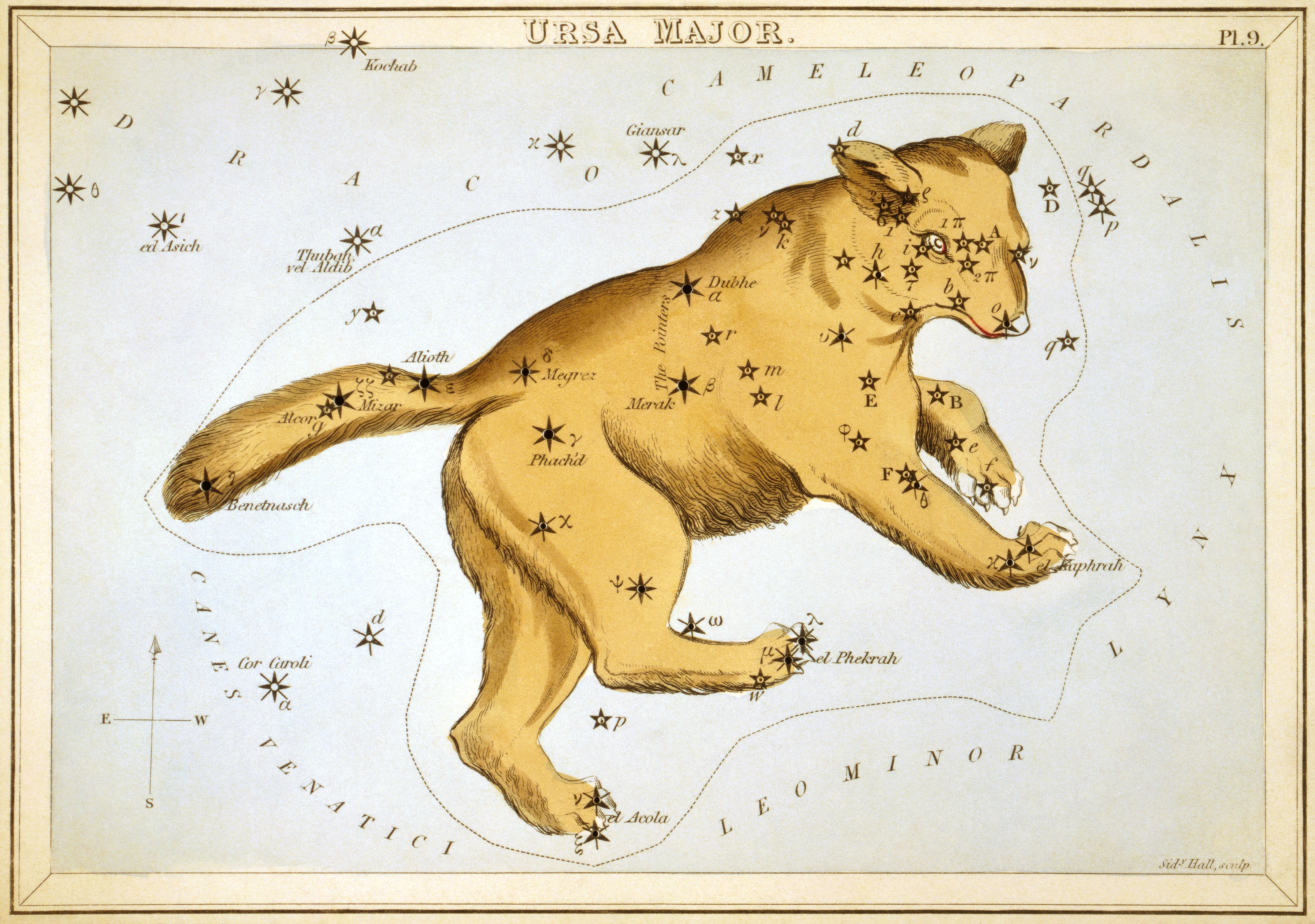
Deska 9: Velká medvědice
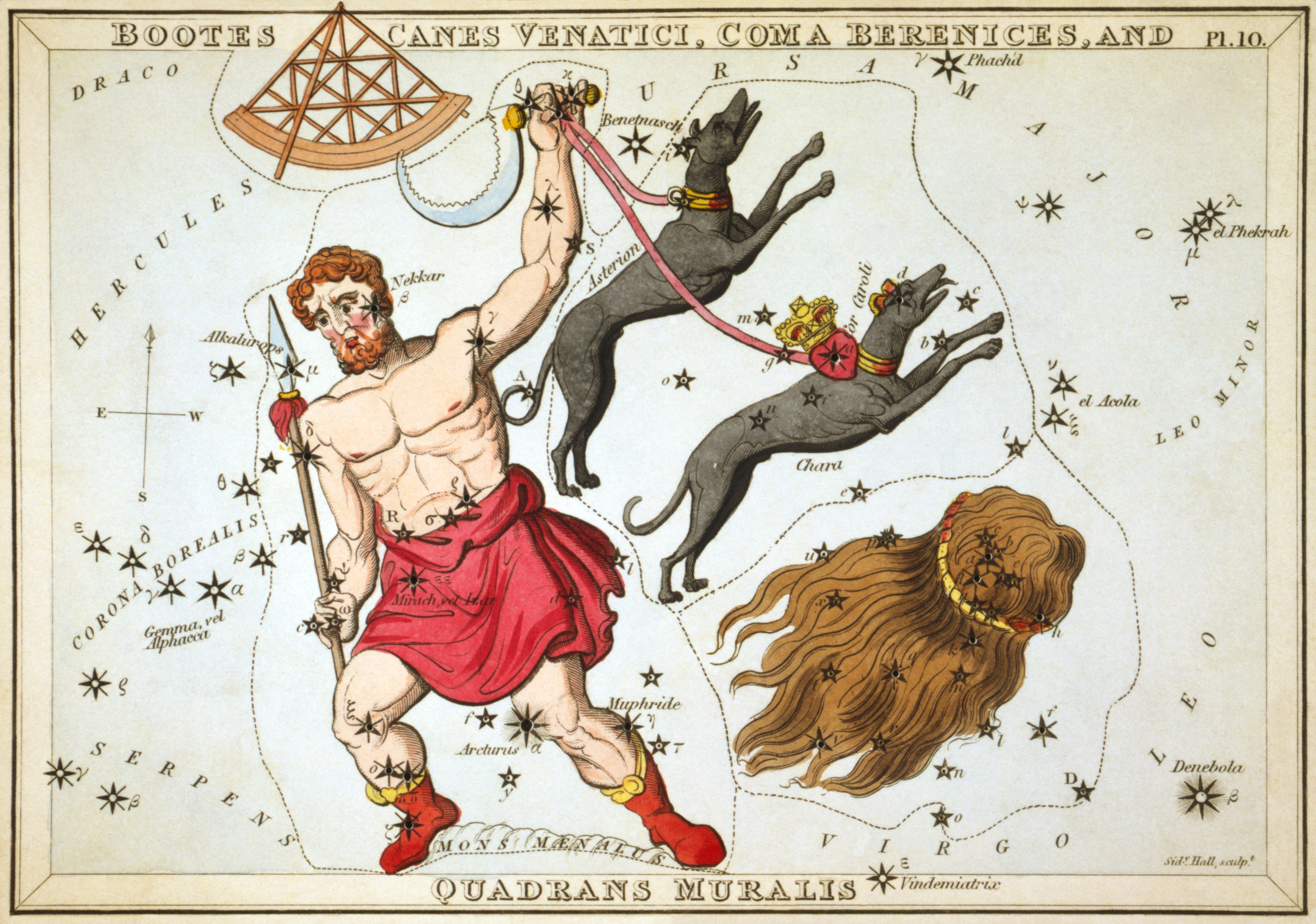
Deska 10: Pastýř, Honicí psi, Vlasy Bereniky a Quadrans Muralis
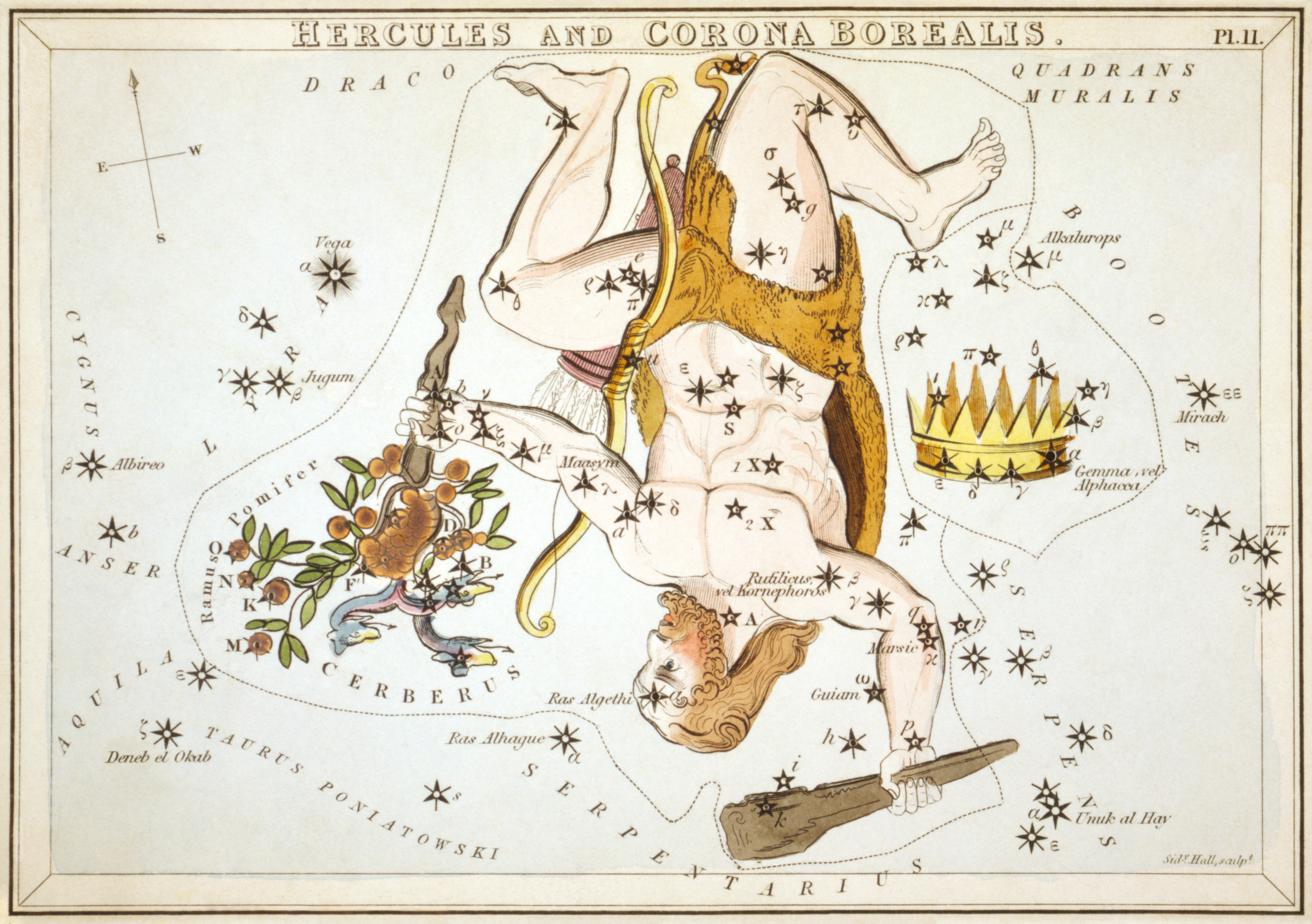
Deska 11: Herkules a Severní koruna
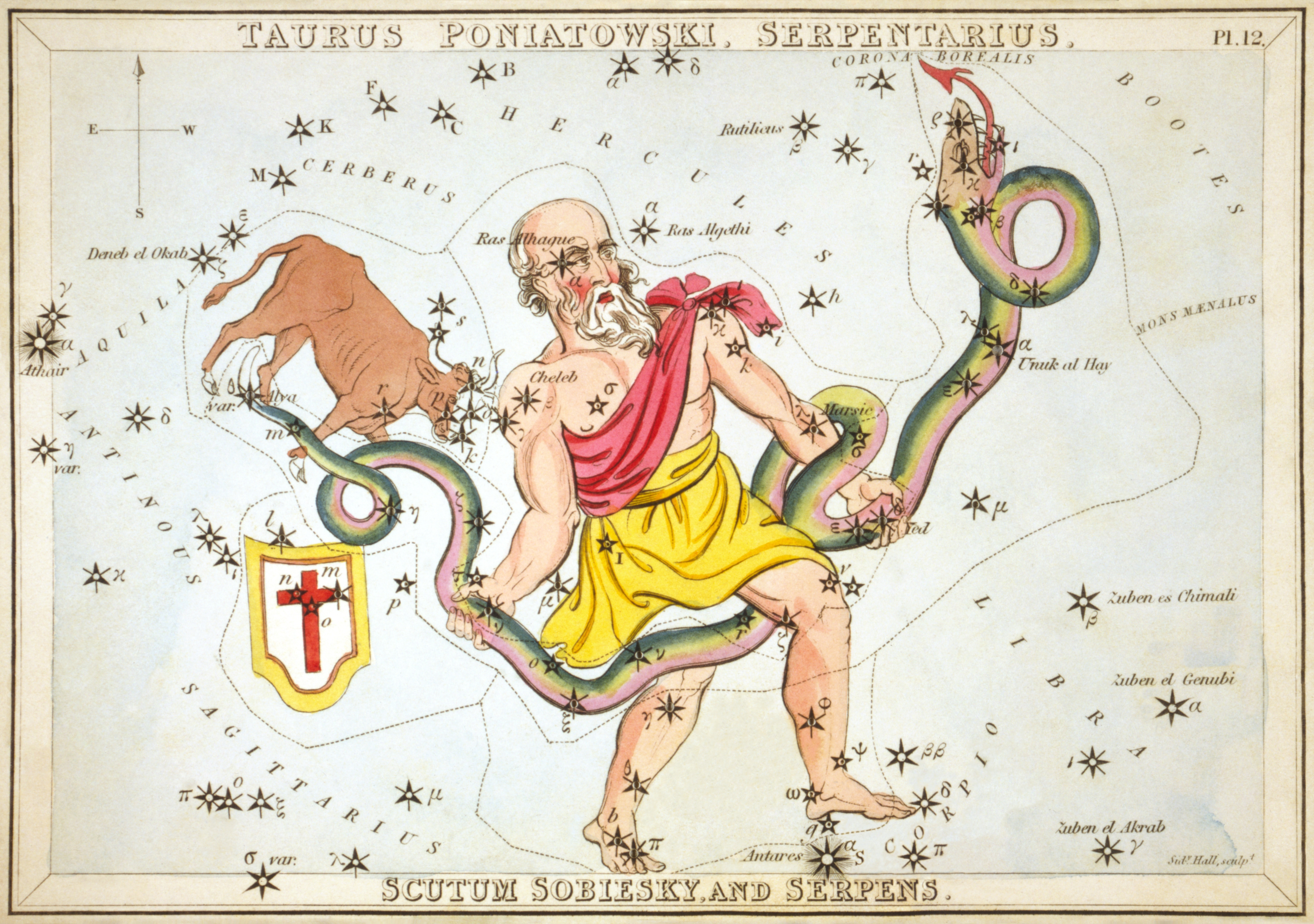
Deska 12: Taurus Poniatowski , Hadonoš , Sobieského štít a Had
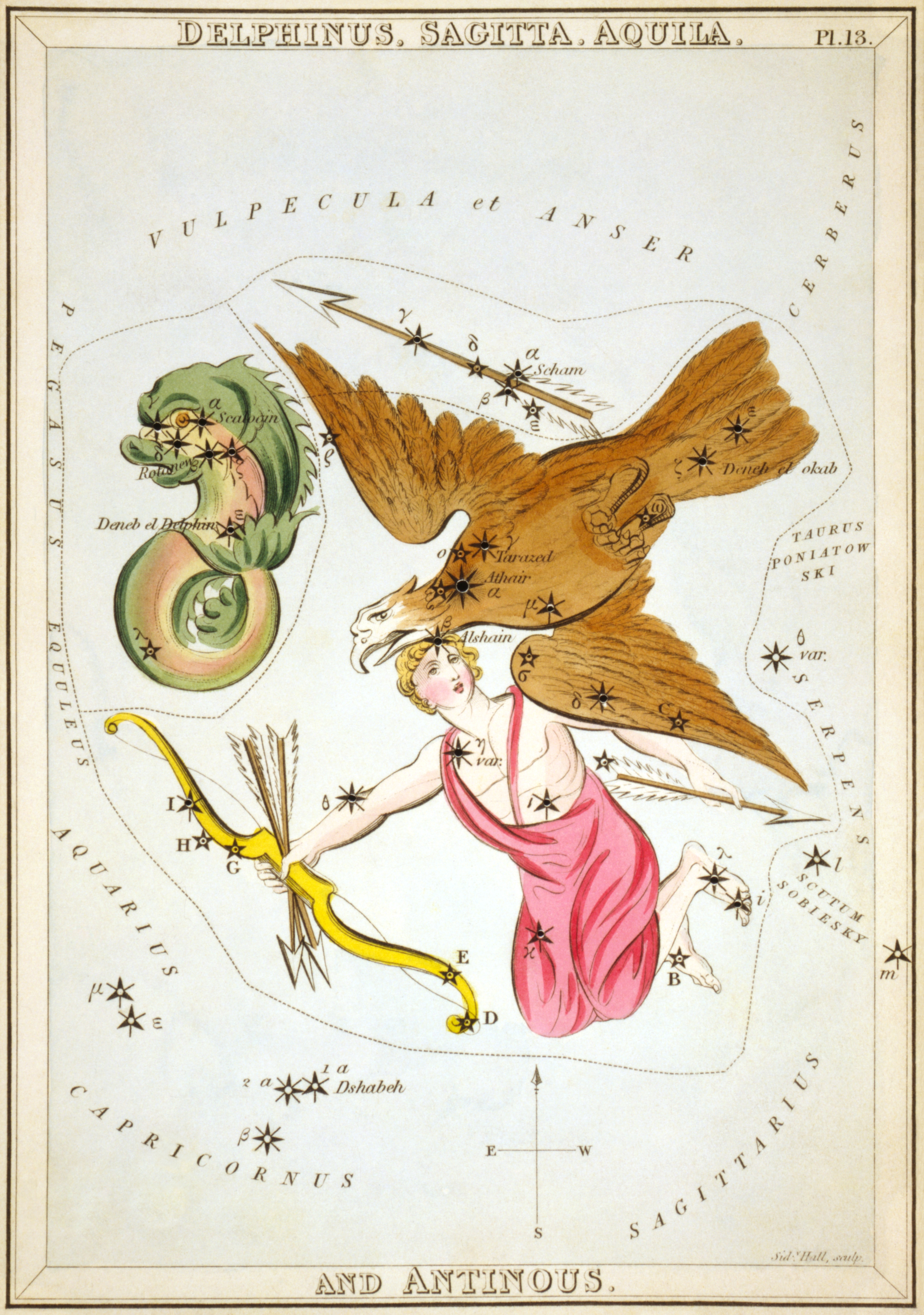
Deska 13: Delfín, Šíp, Orel a Antinous
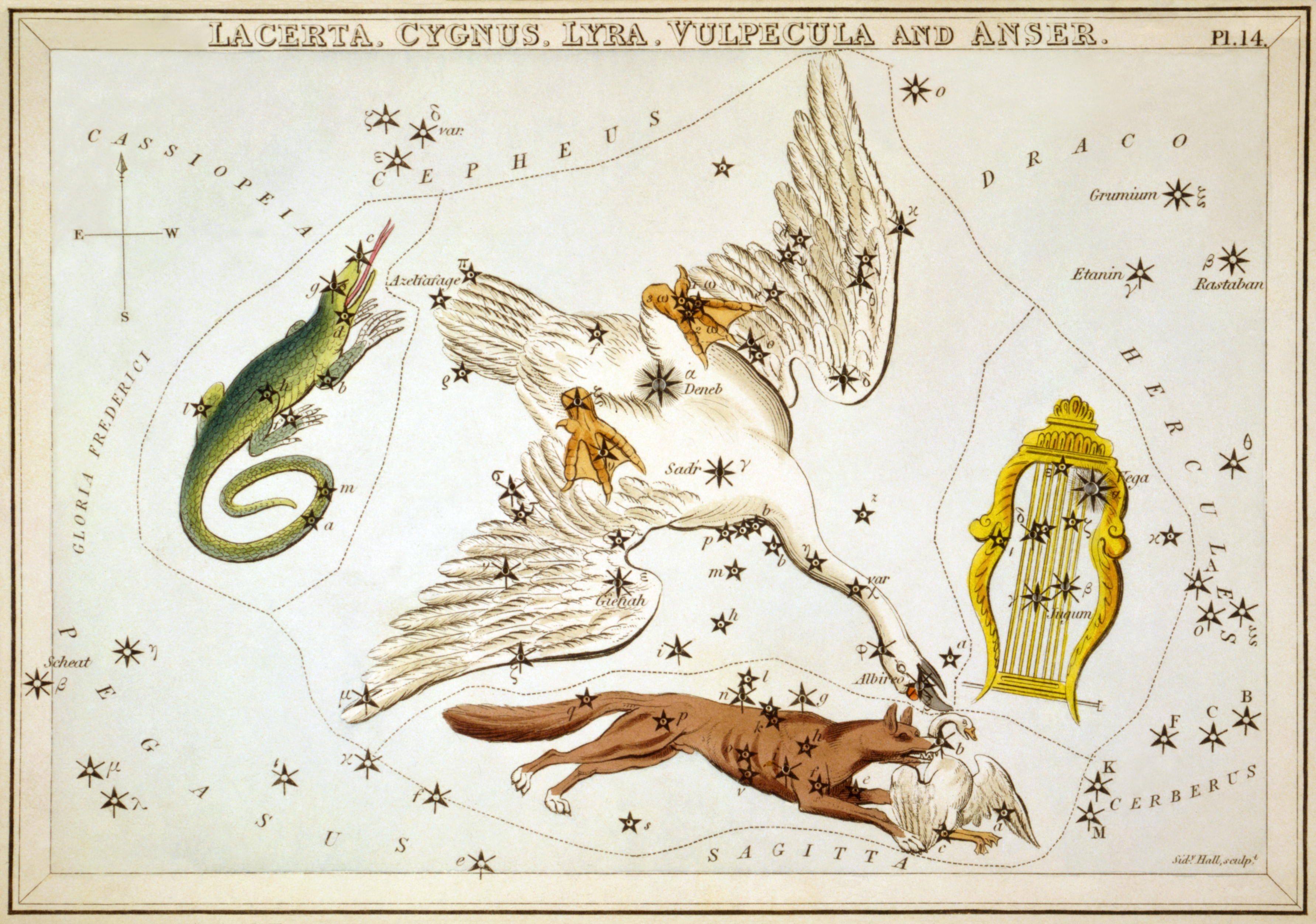
Deska 14: Ještěrka, Labuť, Lyra a Lištička a Anser (Husa)
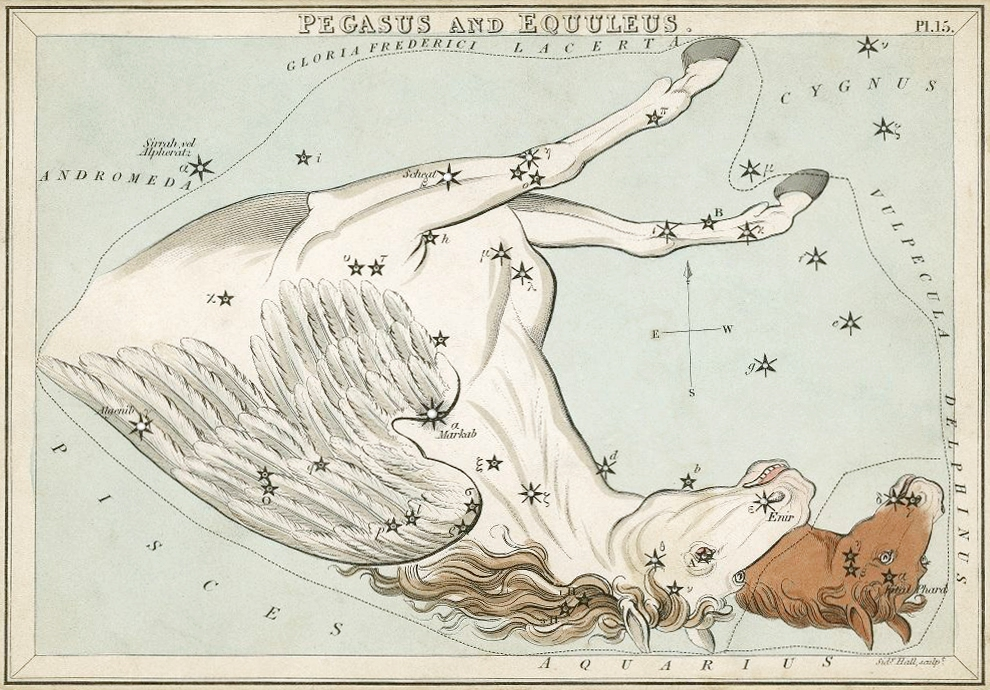
Deska 15: Pegas a Koníček
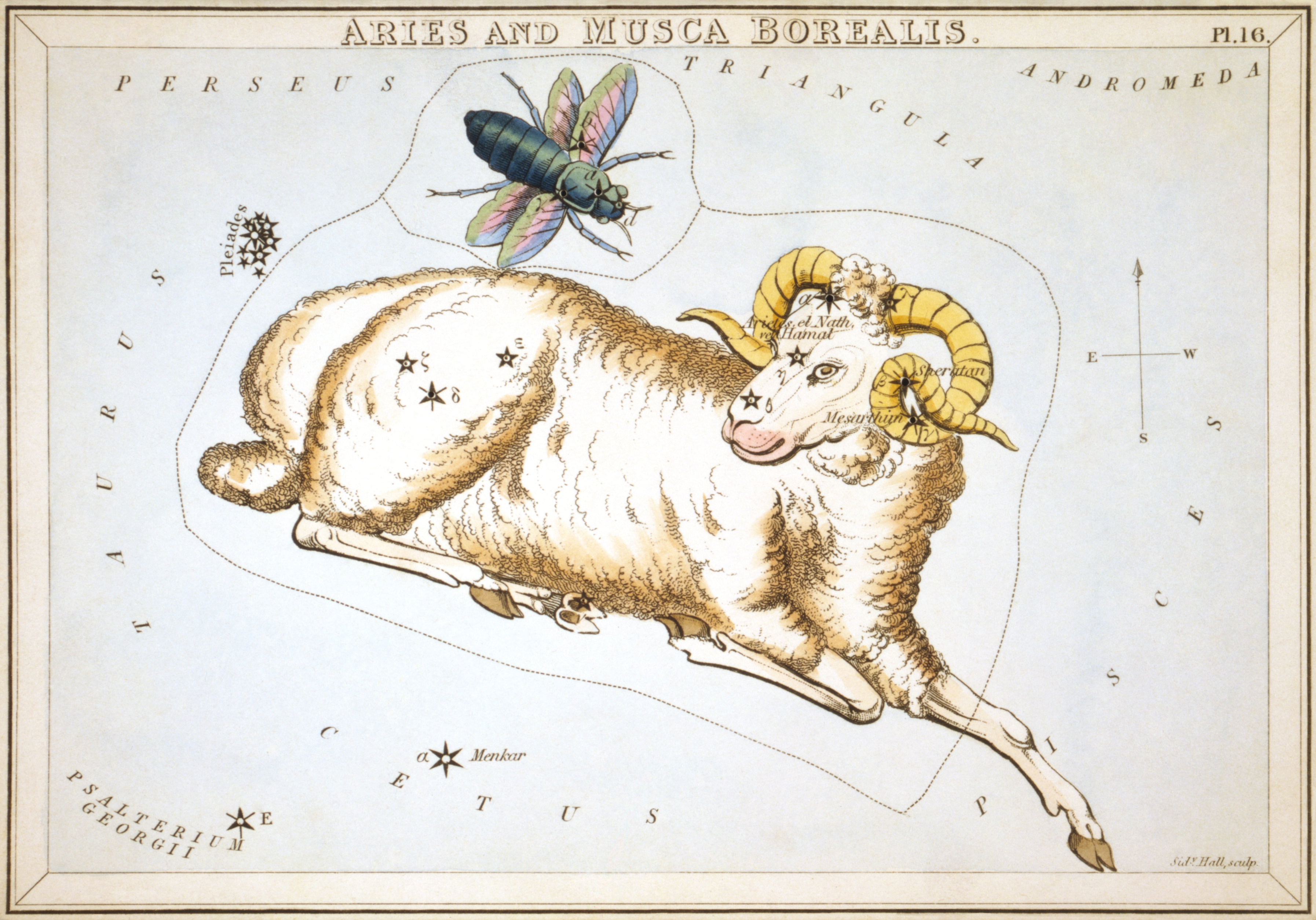
Deska 16: Beran a Musca Borealis
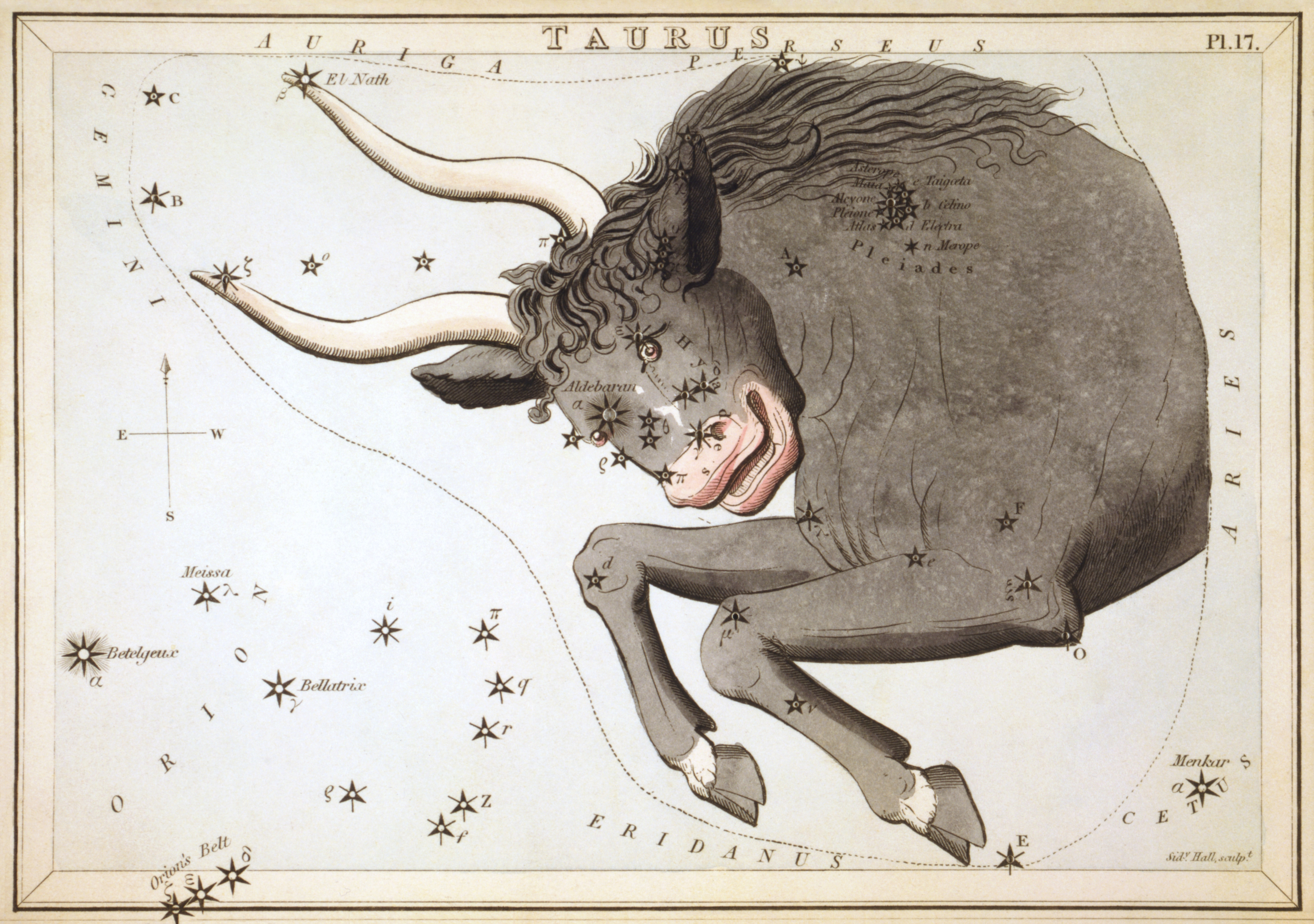
Deska 17: Býk
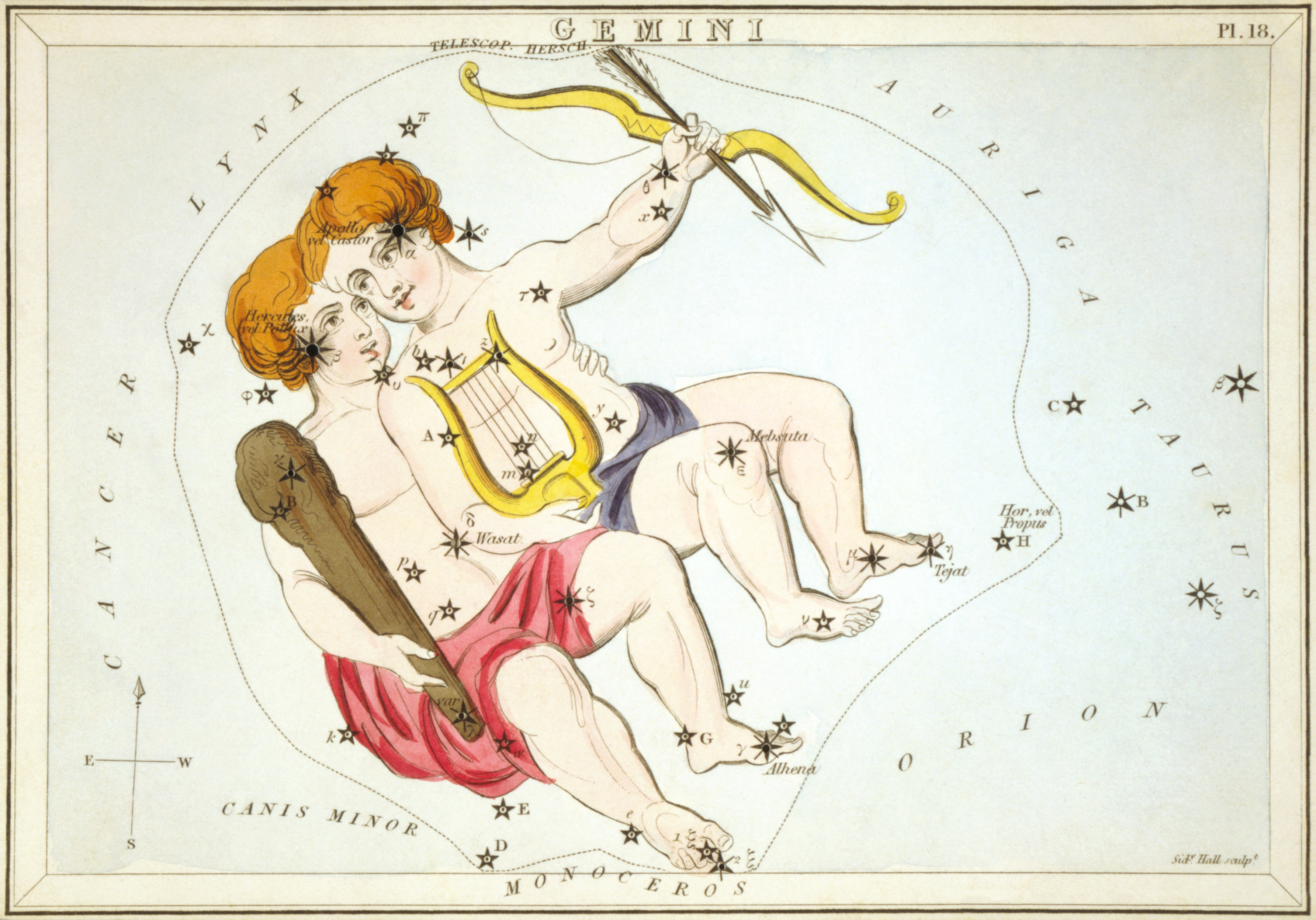
Deska 18: Blíženci
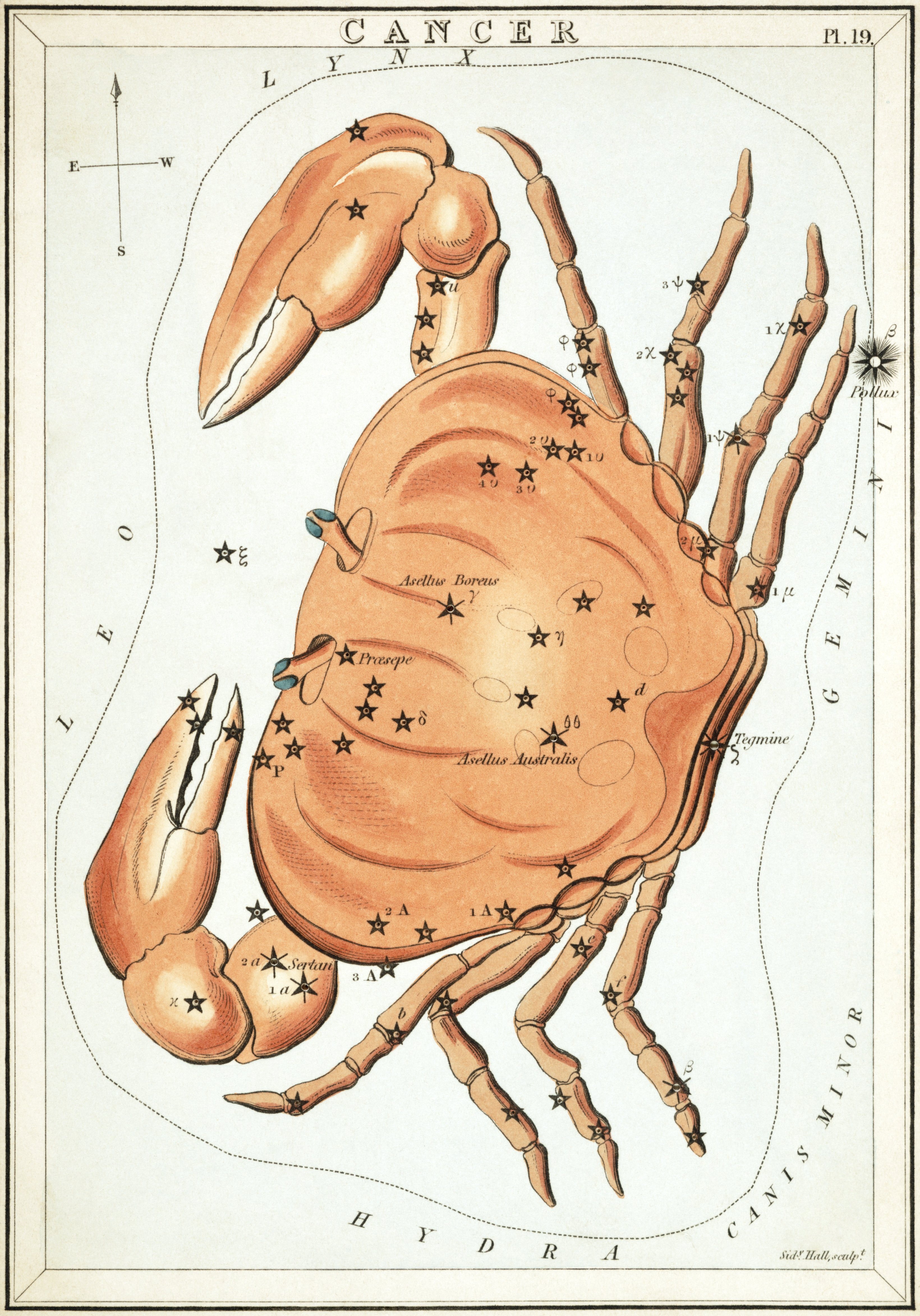
Deska 19: Rak
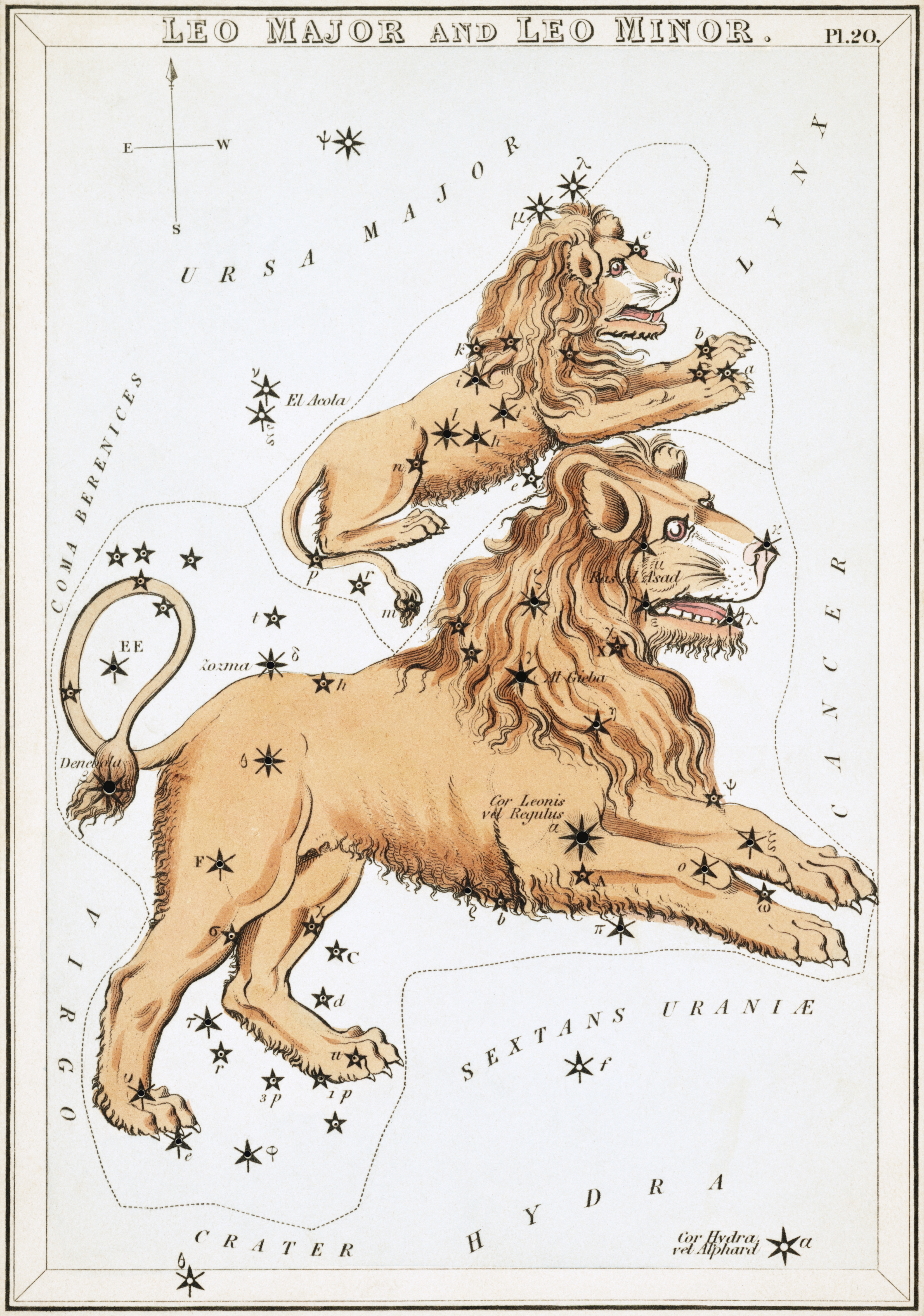
Deska 20: Lev (zde Leo Major) a Malý lev
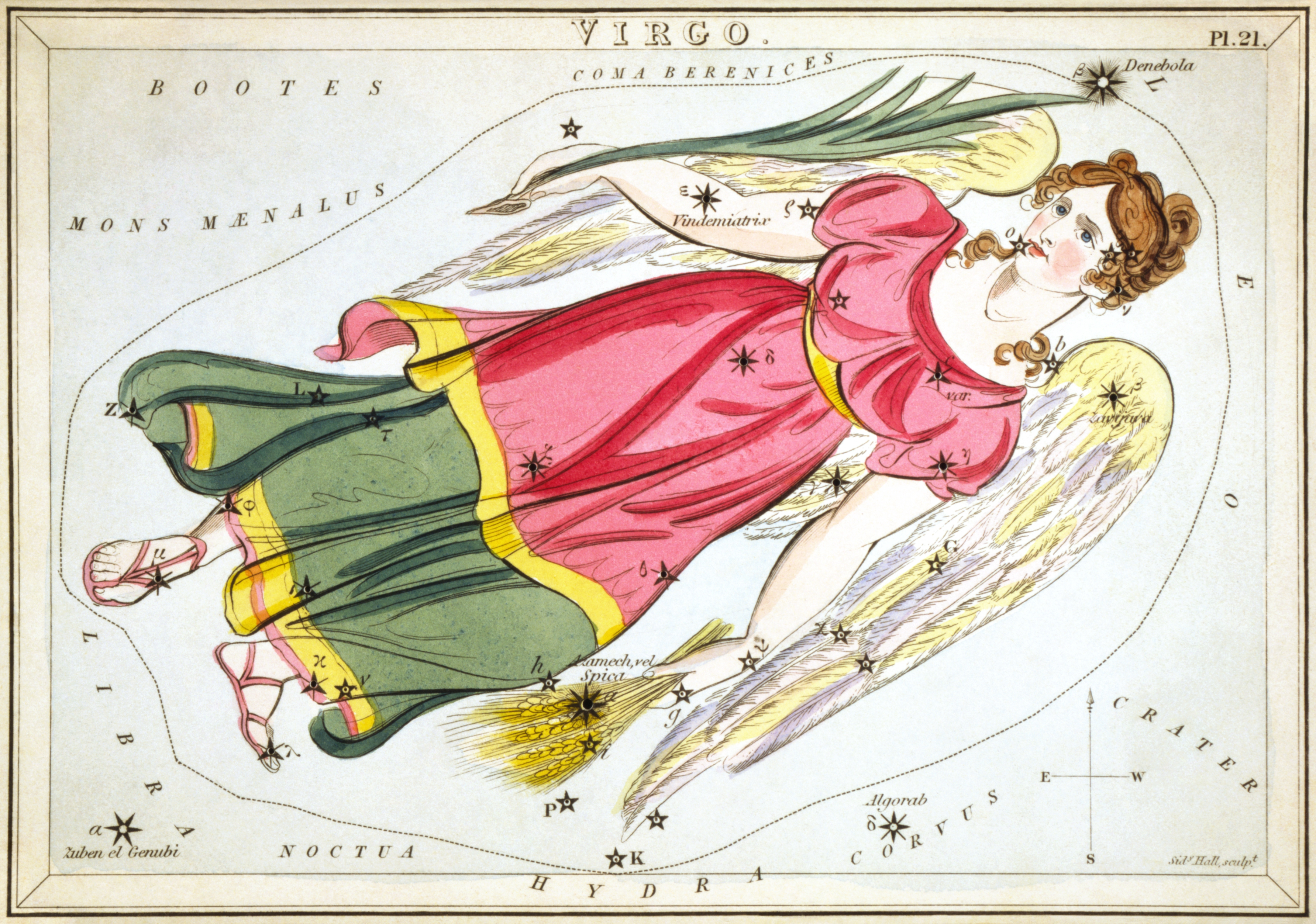
Deska 21: Panna
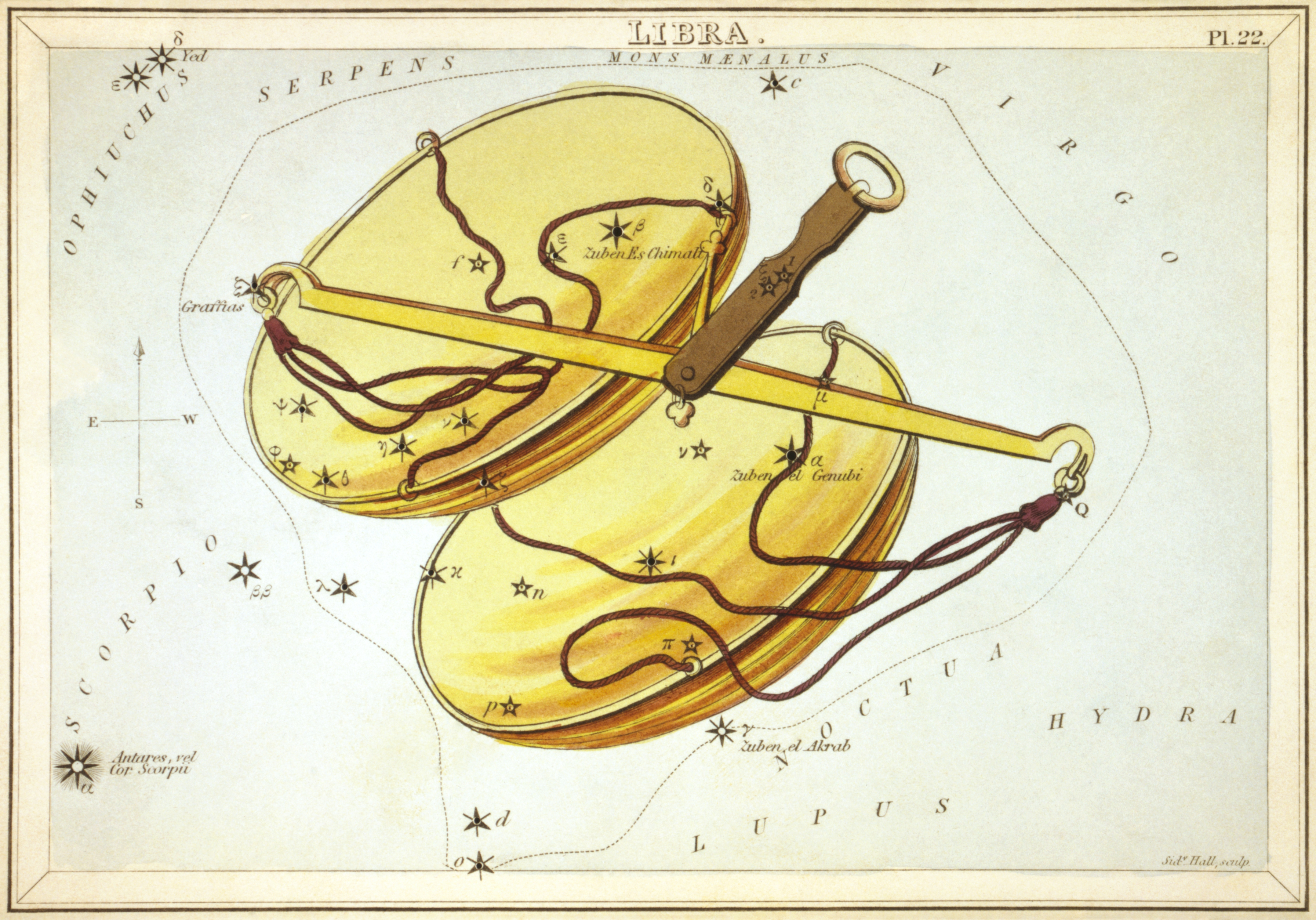
Deska 22: Váhy
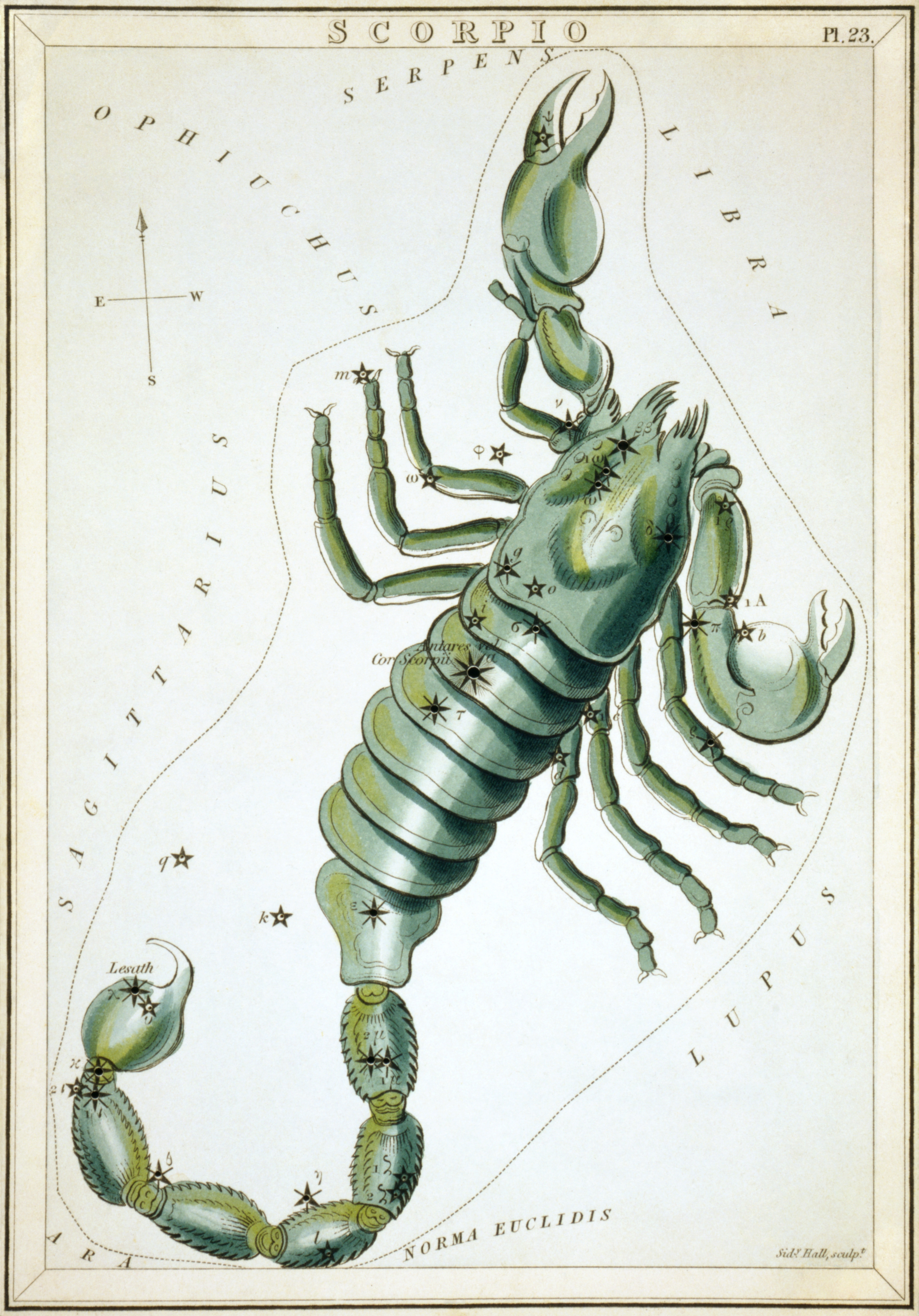
Deska 23: Štír
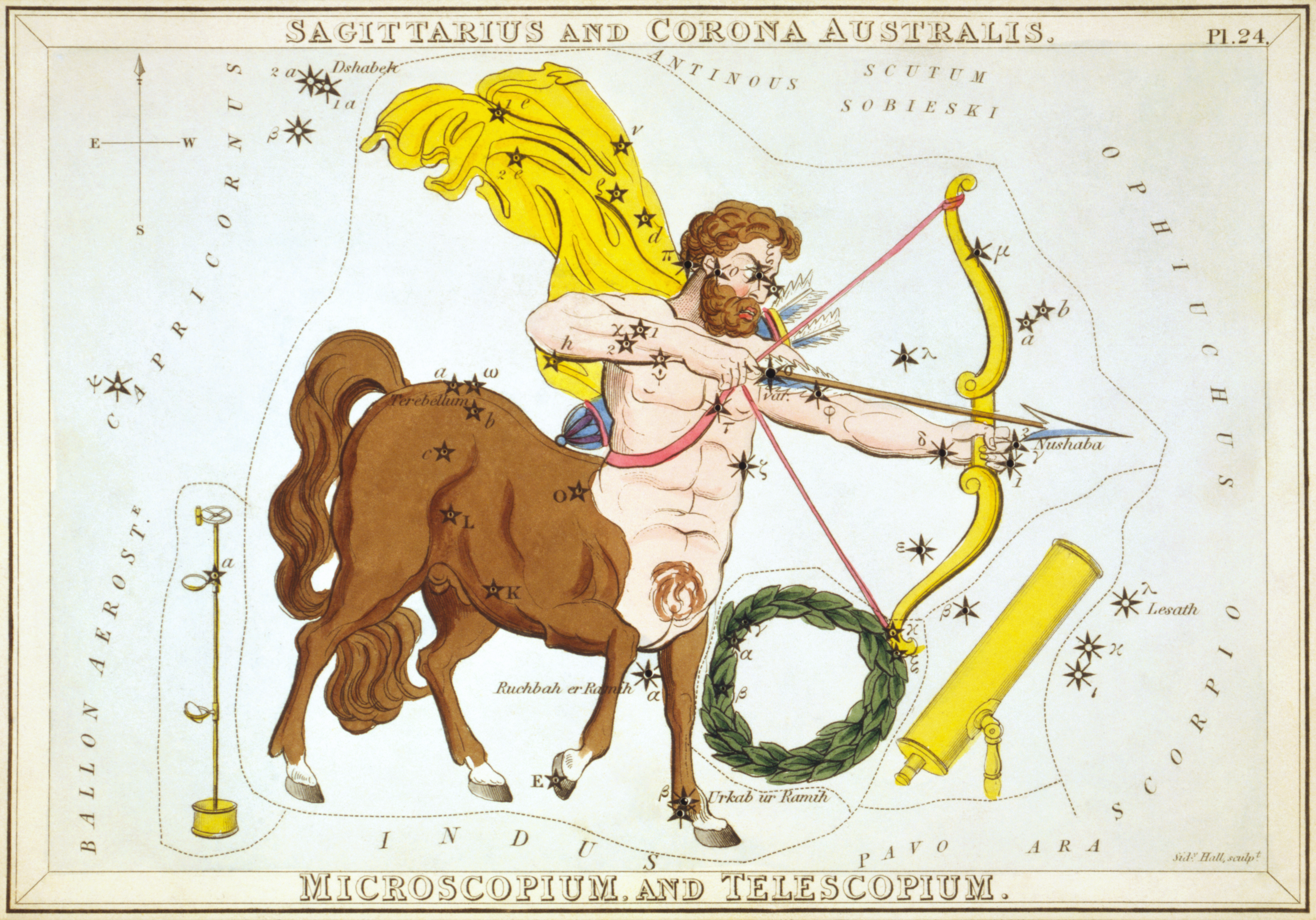
Deska 24: Střelec a Jižní koruna, Mikroskop a Dalekohled
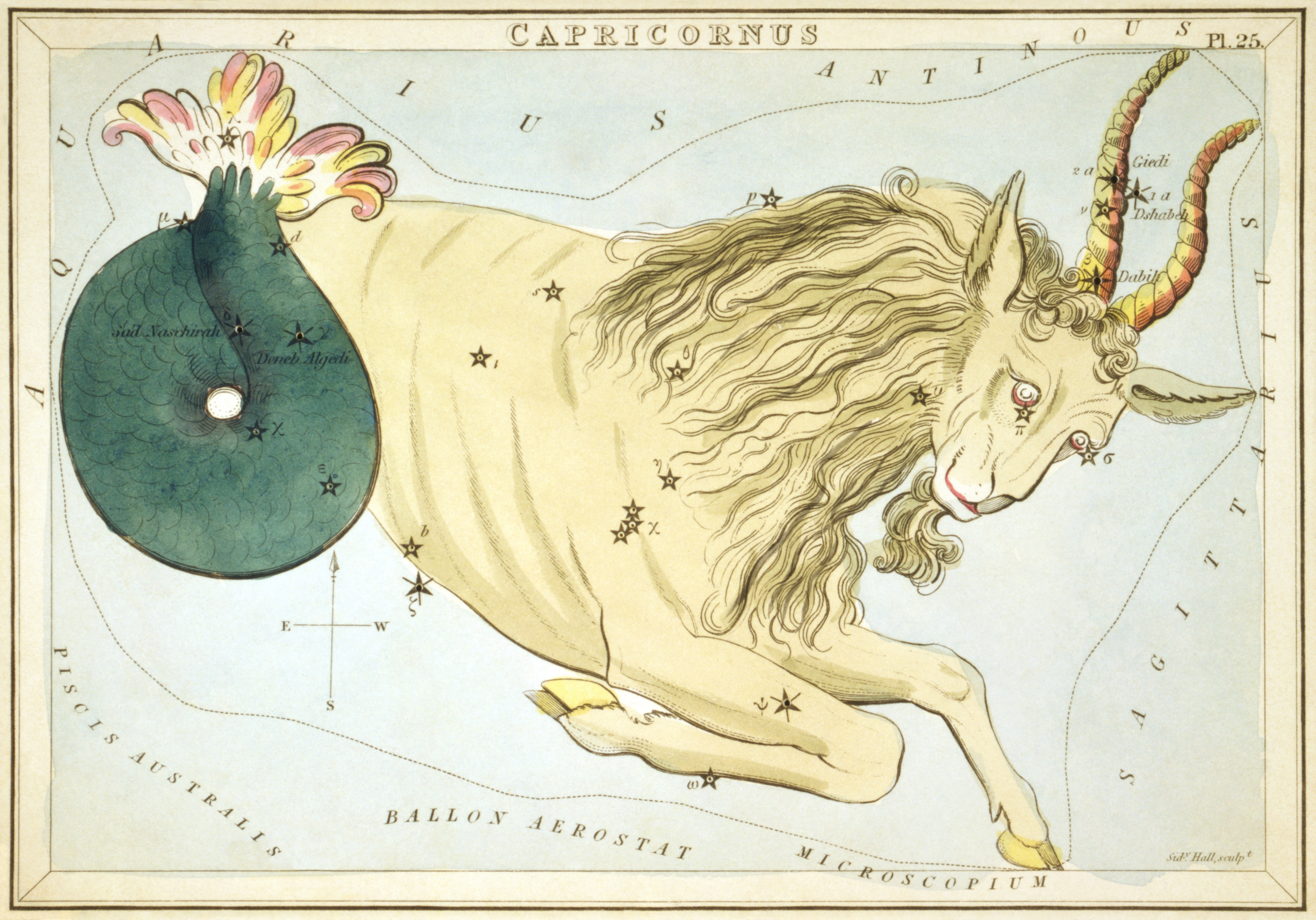
Deska 25: Kozoroh
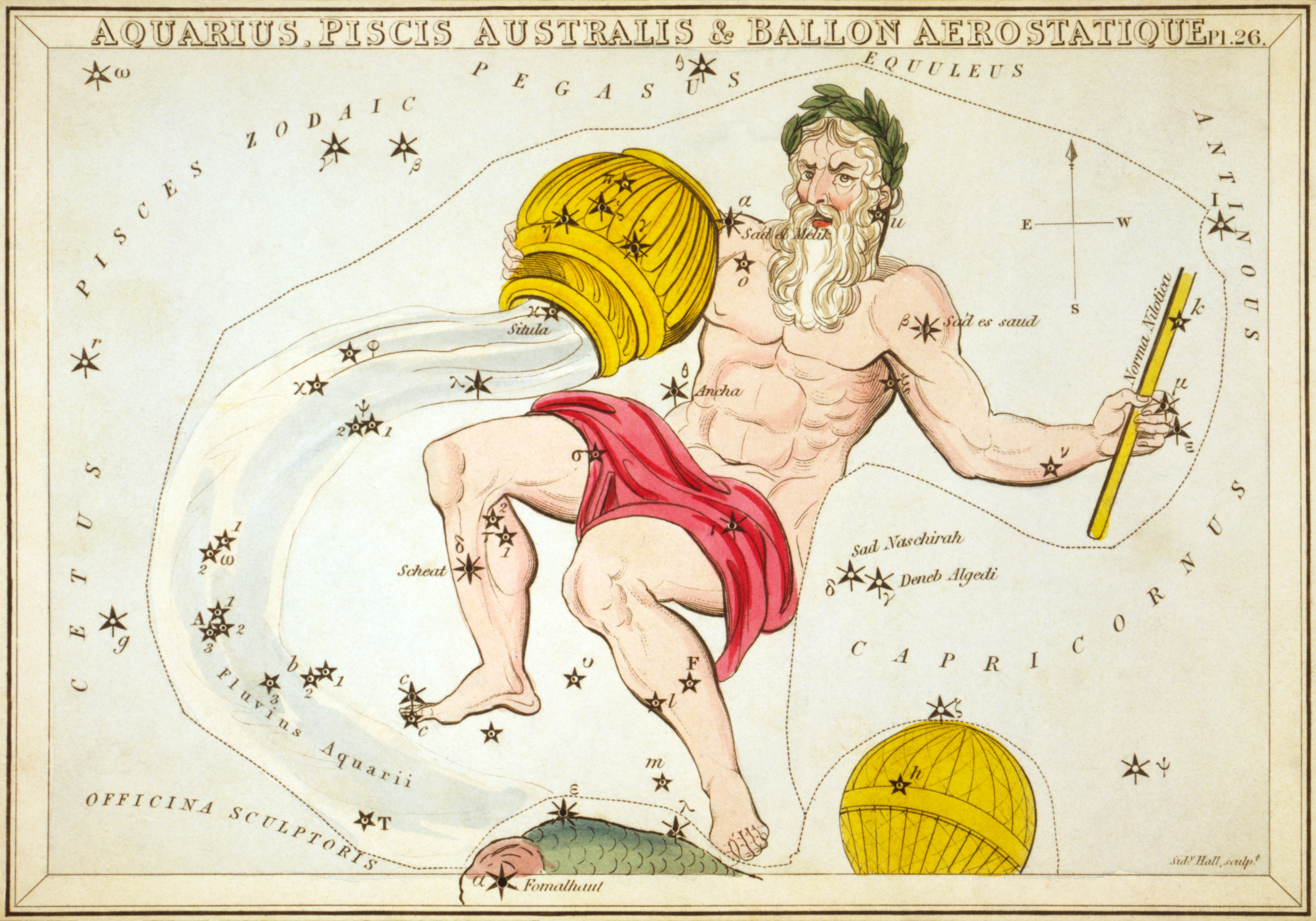
Deska 26: Vodnář, Jižní ryba & Ballon Aerostatique
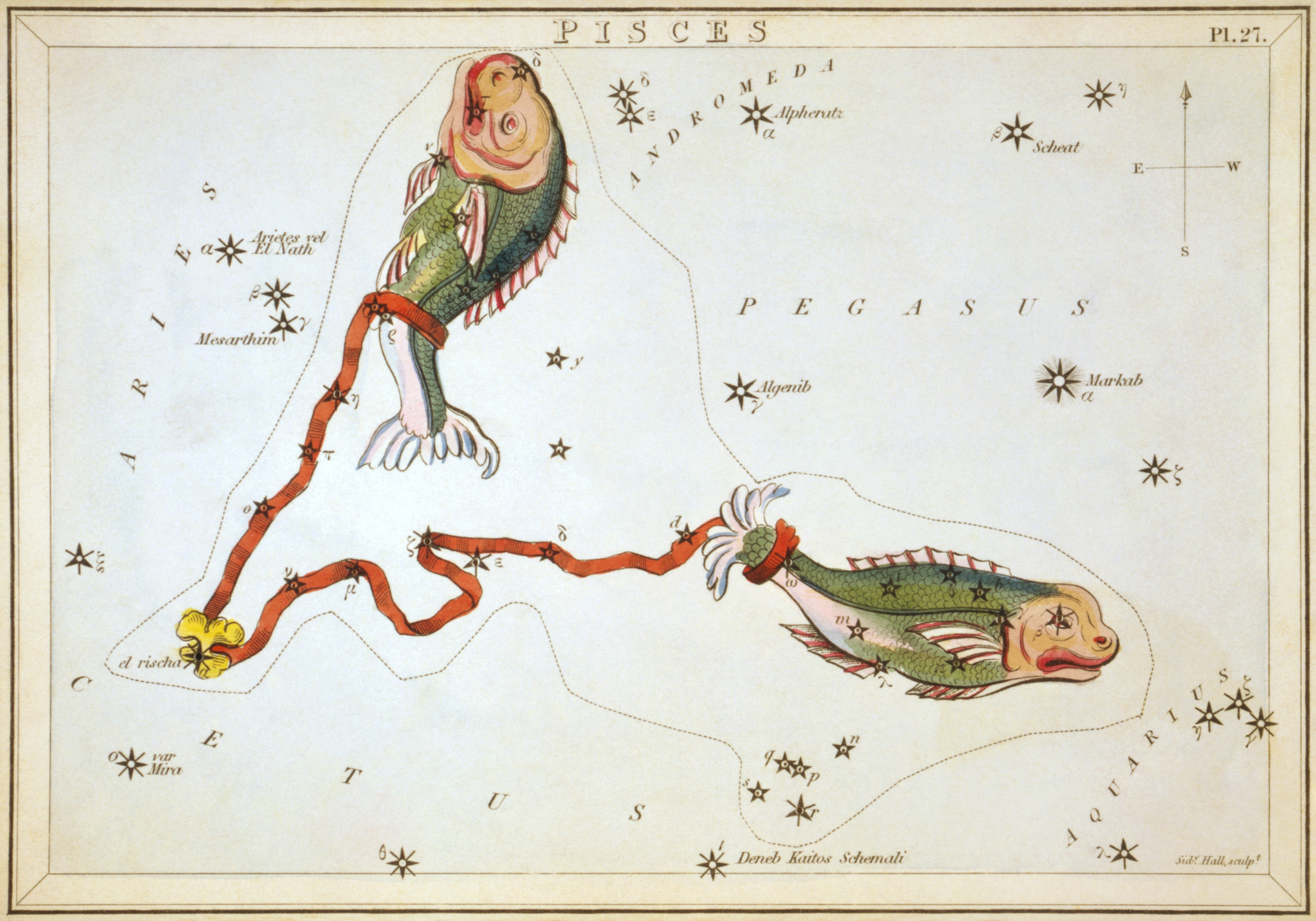
Deska 27: Ryby
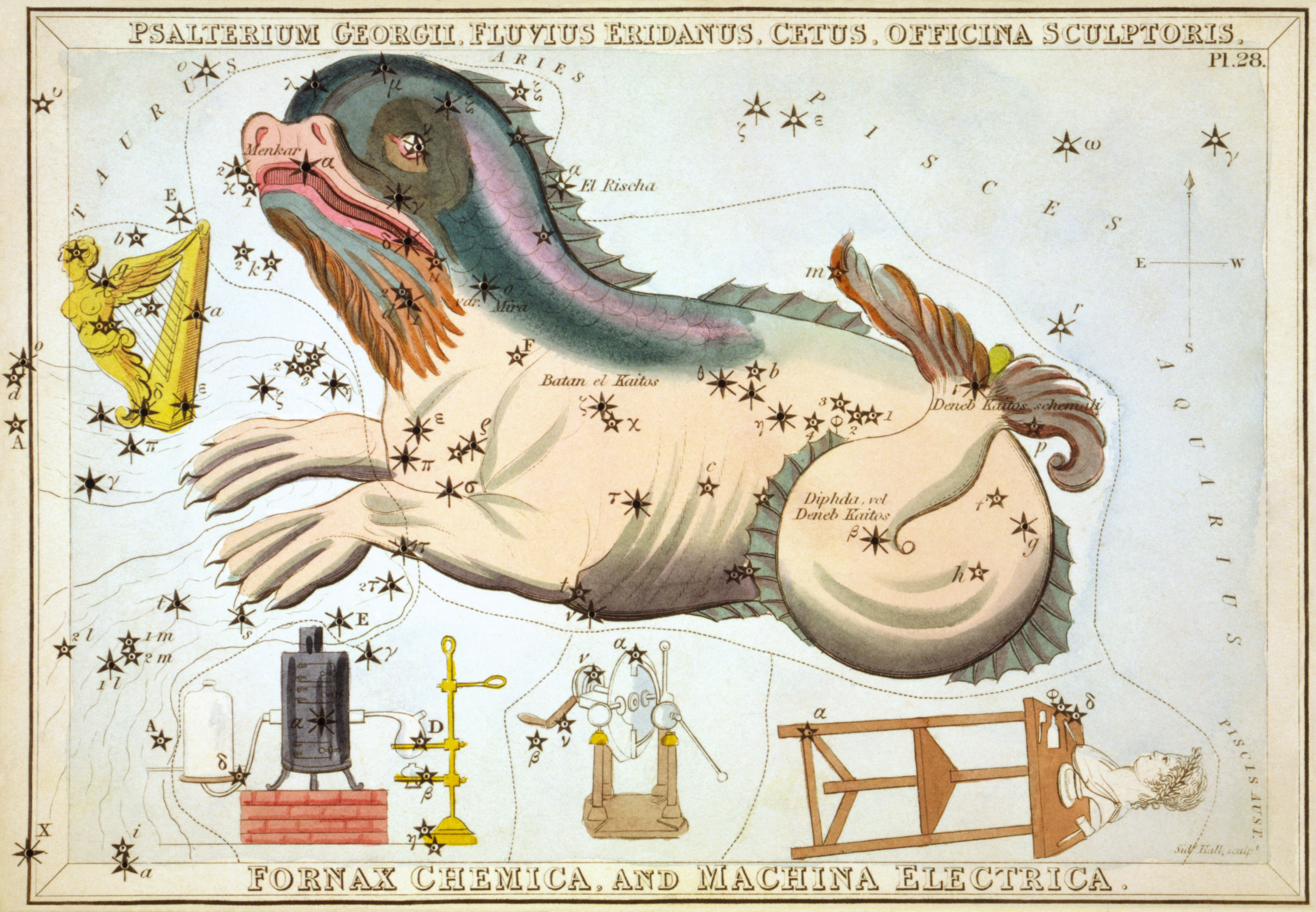
Deska 28: Psalterium Georgii, Fluvius Eridanus, Velryba, Sochařova dílna, Chemická pec a Machina Electrica
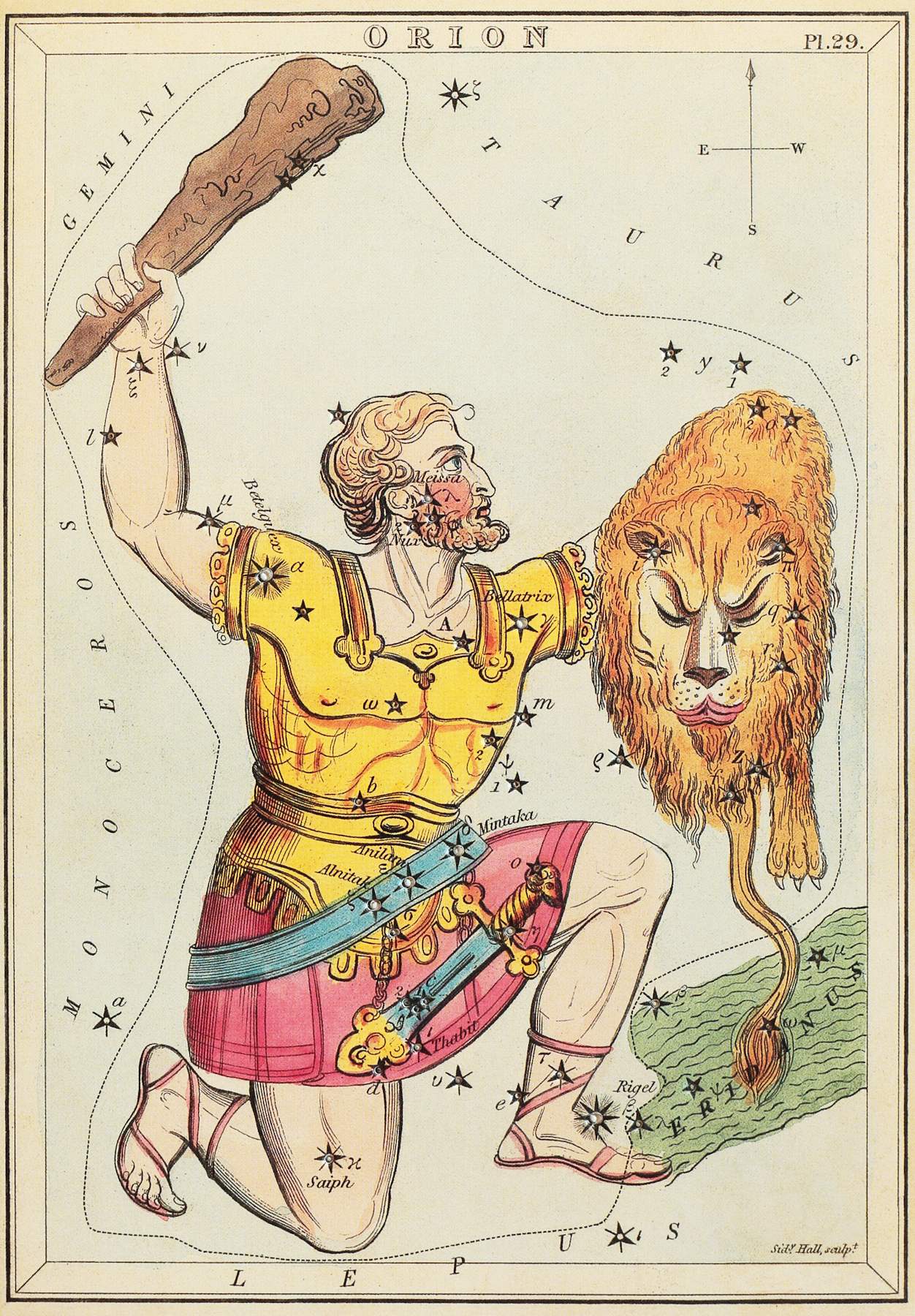
Deska 29: Orion
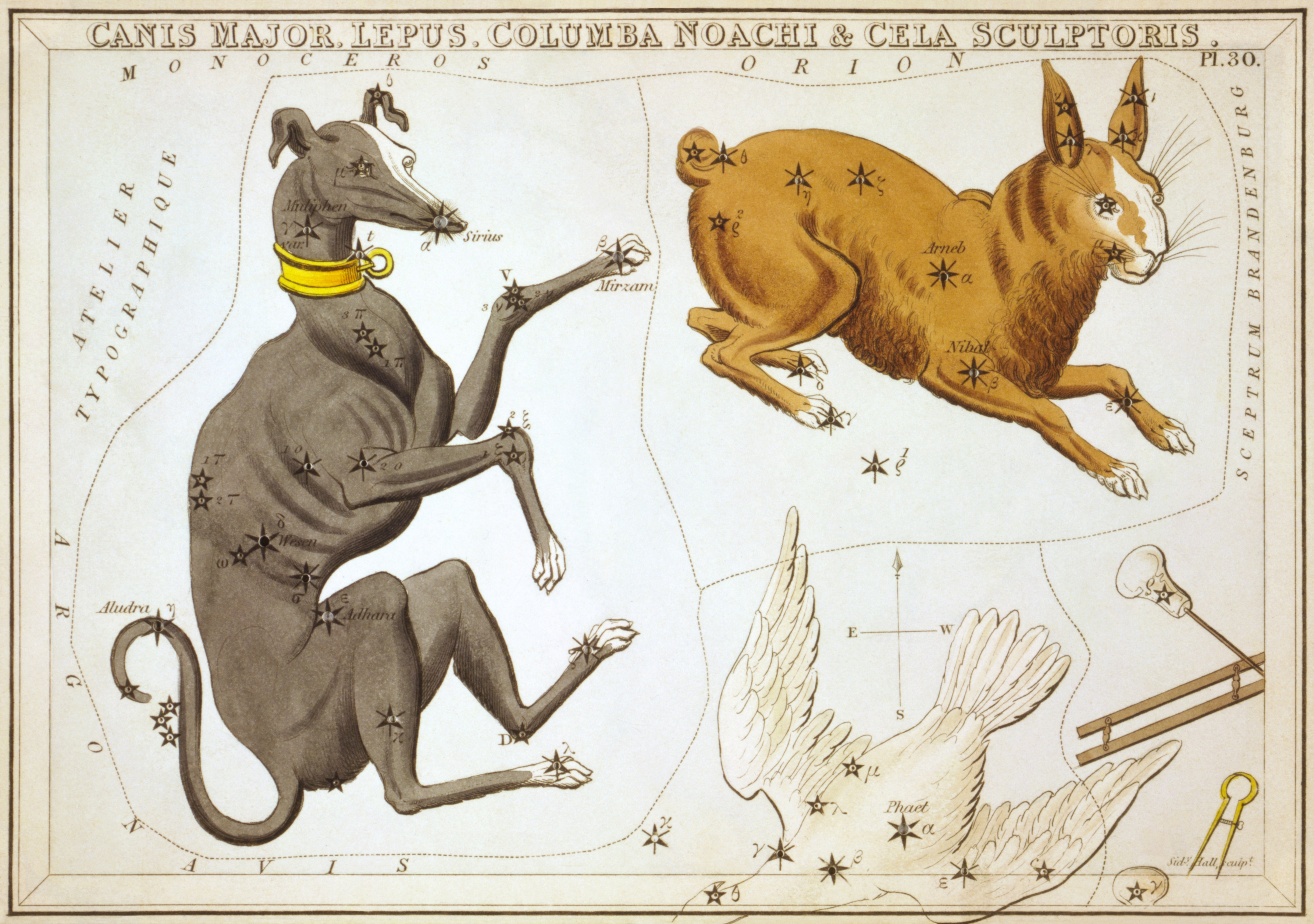
Deska 30: Velký pes, Zajíc, Noemova holubice a Sochařovo rydlo
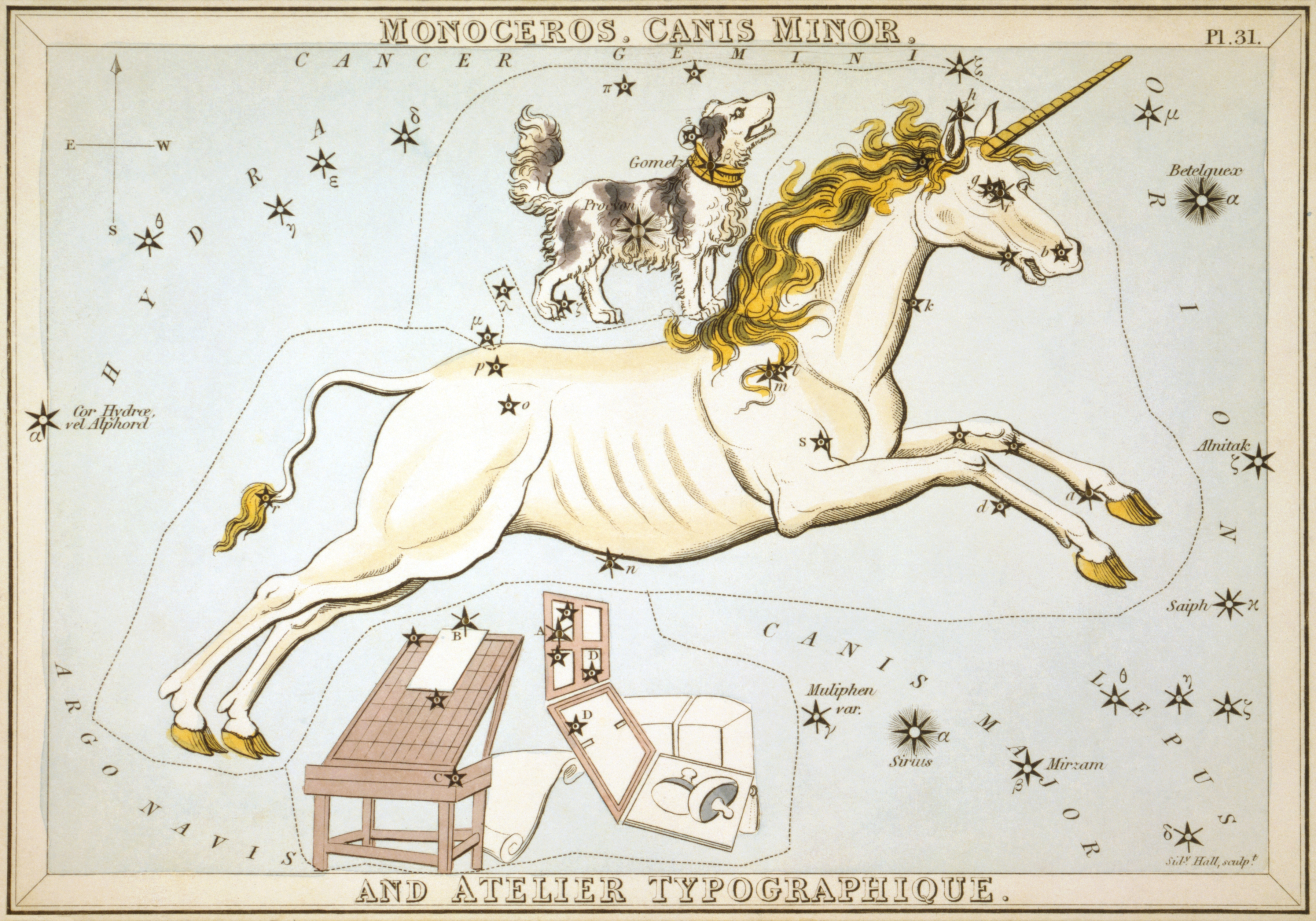
Deska 31: Jednorožec, Malý pes a Atelier Typographique
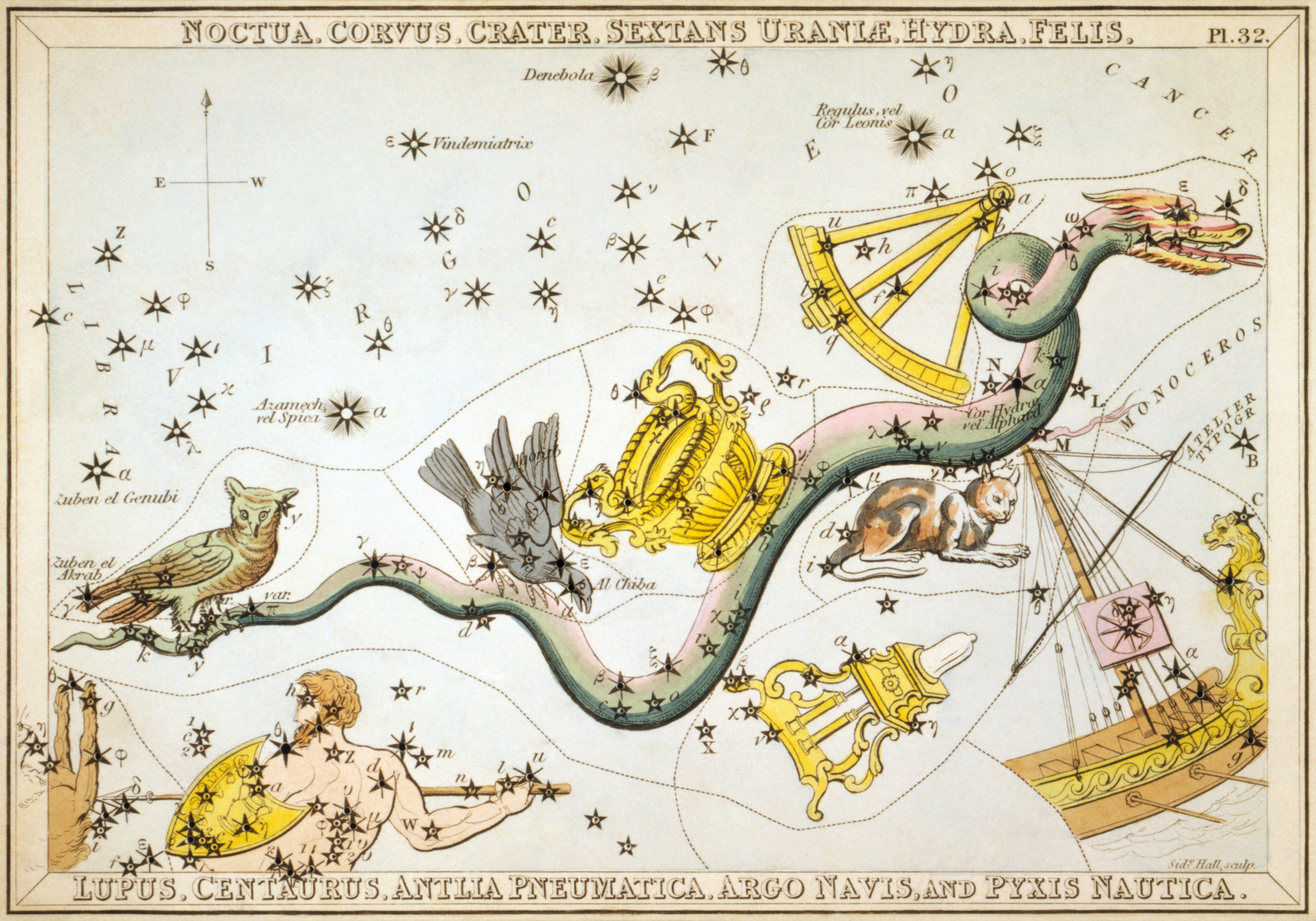
Deska 32: Noctua, Havran, Pohár, Úraniin sextant, Hydra, Felis, Vlk, Kentaur, Pneumatická vývěva, Loď Argo a Námořní kompas